# Hiszpania na Letnich Igrzyskach Olimpijskich 2016
Hiszpania na Letnich Igrzyskach Olimpijskich 2016 – występ kadry sportowców reprezentujących Hiszpanię na igrzyskach olimpijskich w Rio de Janeiro. Reprezentacja liczyła 305 zawodników – 162 mężczyzn i 143 kobiety. Był to dwudziesty trzeci start reprezentacji Hiszpanii na letnich igrzyskach olimpijskich.

## Zdobyte medale
| Medal  | Zawodnik | Dyscyplina             | Konkurencja                | Rezultat                                                                         | Data        | Źródło               |
| ------ | --- | ---------------------- | -------------------------- | -------------------------------------------------------------------------------- | ----------- | -------------------- |
| Złoto  | Mireia Belmonte | Pływanie               | 200 m stylem motylkowym    | 2:04,85                                                                          | 10 sierpnia | [ 3 ] [ 4 ] [ 5 ]    |
| Złoto  | Maialen Chourraut | Kajakarstwo            | K-1                        | 98,65                                                                            | 11 sierpnia | [ 6 ] [ 7 ]          |
| Złoto  | Marc López Rafael Nadal | Tenis ziemny           | gra podwójna               | W finale pokonali reprezentantów Rumunii Florina Mergea i Horia Tecău 2:1        | 12 sierpnia | [ 8 ] [ 9 ] [ 10 ]   |
| Złoto  | Marcus Walz | Kajakarstwo            | K-1 1000 m                 | 3:31,447                                                                         | 16 sierpnia | [ 11 ] [ 12 ] [ 13 ] |
| Złoto  | Saúl Craviotto Cristian Toro | Kajakarstwo            | K-2 200 m                  | 32,075                                                                           | 18 sierpnia | [ 14 ] [ 15 ]        |
| Złoto  | Carolina Marín | Badminton              | gra pojedyncza             | W finale pokonała reprezentantkę Indii Sindhu 2:1                                | 19 sierpnia | [ 16 ] [ 17 ] [ 18 ] |
| Złoto  | Ruth Beitia | Lekkoatletyka          | skok wzwyż                 | 1,97                                                                             | 20 sierpnia | [ 19 ] [ 20 ] [ 21 ] |
| Srebro | Orlando Ortega | Lekkoatletyka          | bieg na 110 m przez płotki | 13,17                                                                            | 16 sierpnia | [ 22 ] [ 23 ] [ 24 ] |
| Srebro | Eva Calvo Gómez | Taekwondo              | waga do 57 kg              | W finale przegrała z reprezentantką Wielkiej Brytanii Jade Jones 7:16            | 18 sierpnia | [ 25 ] [ 26 ] [ 27 ] |
| Srebro | Leticia Romero Laura Nicholls Silvia Domínguez Alba Torrens Laia Palau Marta Xargay Leonor Rodríguez Lucila Pascua Anna Cruz Laura Quevedo Laura Gil Astou Ndour                  | Koszykówka             | turniej kobiet             | W finale przegrały z reprezentacją Stanów Zjednoczonych 72:101                   | 20 sierpnia | [ 28 ] [ 29 ] [ 30 ] |
| Srebro | Sandra Aguilar Artemi Gavezou Elena López Lourdes Mohadeno Alejandra Quereda | Gimnastyka artystyczna | zawody drużynowe           | 35,766                                                                           | 21 sierpnia | [ 31 ] [ 32 ]        |
| Brąz   | Mireia Belmonte | Pływanie               | 400 m stylem zmiennym      | 4:32,39                                                                          | 6 sierpnia  | [ 33 ] [ 34 ] [ 35 ] |
| Brąz   | Lidia Valentín | Podnoszenie ciężarów   | 75 kg                      | 257 kg                                                                           | 12 sierpnia | [ 36 ] [ 37 ] [ 38 ] |
| Brąz   | Joel González | Taekwondo              | waga do 68 kg              | W pojedynku o brązowy medal pokonał reprezentanta Kolumbii Edgara Contrerasa 4:3 | 18 sierpnia | [ 39 ] [ 40 ] [ 41 ] |
| Brąz   | Saúl Craviotto | Kajakarstwo            | K-1 200 m                  | 35,662                                                                           | 20 sierpnia | [ 42 ] [ 43 ]        |
| Brąz   | Pau Gasol Rudy Fernández Sergio Rodríguez Juan Carlos Navarro José Calderón Felipe Reyes Víctor Claver Guillermo Hernangómez Álex Abrines Sergio Llull Nikola Mirotić Ricky Rubio | Koszykówka             | turniej mężczyzn           | W meczu brązowy medal wygrali z reprezentacją Australii 89:88                    | 21 sierpnia | [ 44 ] [ 45 ] [ 46 ] |
| Brąz   | Carlos Coloma | Kolarstwo              | cross country              | 1:34:51                                                                          | 21 sierpnia | [ 47 ] [ 48 ]        |

## Reprezentanci

### Badminton
Mężczyźni
| Zawodnik    | Konkurencja    | Faza grupowa                 | Faza grupowa              | Faza grupowa | 1/8              | Ćwierćfinał      | Półfinał         | Finał/BM         | Finał/BM | Źródło               |
| Zawodnik    | Konkurencja    | Przeciwnik Wynik             | Przeciwnik Wynik          | Miejsce      | Przeciwnik Wynik | Przeciwnik Wynik | Przeciwnik Wynik | Przeciwnik Wynik | Miejsce  | Źródło               |
| ----------- | -------------- | ---------------------------- | ------------------------- | ------------ | ---------------- | ---------------- | ---------------- | ---------------- | -------- | -------------------- |
| Pablo Abián | gra pojedyncza | Yu Woon W 2-0 (21-12, 21-10) | Hu Y P 0-2 (18-21, 19-21) | 2.           | NQ               | NQ               | NQ               | NQ               | NQ       | [ 49 ] [ 50 ] [ 51 ] |

Kobiety
| Zawodniczka    | Konkurencja    | Faza grupowa              | Faza grupowa                    | Faza grupowa | 1/8                 | Ćwierćfinał                   | Półfinał                | Finał/BM                           | Finał/BM | Źródło               |
| Zawodniczka    | Konkurencja    | Przeciwniczka Wynik       | Przeciwniczka Wynik             | Miejsce      | Przeciwniczka Wynik | Przeciwniczka Wynik           | Przeciwniczka Wynik     | Przeciwniczka Wynik                | Miejsce  | Źródło               |
| -------------- | -------------- | ------------------------- | ------------------------------- | ------------ | ------------------- | ----------------------------- | ----------------------- | ---------------------------------- | -------- | -------------------- |
| Carolina Marín | gra pojedyncza | Vainio W 2-0 (21-6, 21-4) | Kjærsfeldt W 2-0 (21-16, 21-13) | 1. Q         | BYE                 | Sung J-h W 2-0 (21-12, 21-16) | Li W 2-0 (21-14, 21-16) | Sindhu W 2-1 (19-21, 21-12, 21-15) | 1.       | [ 16 ] [ 17 ] [ 18 ] |

### Boks
Mężczyźni
| Zawodnik           | Konkurencja     | 1/16               | 1/8              | Ćwierćfinał      | Półfinał         | Finał            | Finał   | Źródło               |
| Zawodnik           | Konkurencja     | Przeciwnik Wynik   | Przeciwnik Wynik | Przeciwnik Wynik | Przeciwnik Wynik | Przeciwnik Wynik | Miejsce | Źródło               |
| ------------------ | --------------- | ------------------ | ---------------- | ---------------- | ---------------- | ---------------- | ------- | -------------------- |
| Samuel Carmona     | waga papierowa  | Hovhannisyan W 3-0 | Barnes W 2-1     | Martínez P 1-2   | NQ               | NQ               | NQ      | [ 52 ] [ 53 ] [ 54 ] |
| Danijar Jeleusinow | waga półśrednia | Giyasov P 0-3      | NQ               | NQ               | NQ               | NQ               | NQ      | [ 55 ] [ 56 ] [ 57 ] |

### Gimnastyka

#### Gimnastyka artystyczna
| Zawodniczka        | Konkurencja           | Eliminacje | Eliminacje | Eliminacje | Eliminacje | Eliminacje | Eliminacje | Finał    | Finał    | Finał    | Finał    | Finał  | Finał   | Źródło        |
| Zawodniczka        | Konkurencja           | Przyrząd   | Przyrząd   | Przyrząd   | Przyrząd   | Razem      | Miejsce    | Przyrząd | Przyrząd | Przyrząd | Przyrząd | Razem  | Miejsce | Źródło        |
| Zawodniczka        | Konkurencja           | H          | B          | C          | R          | Razem      | Miejsce    | H        | B        | C        | R        | Razem  | Miejsce | Źródło        |
| ------------------ | --------------------- | ---------- | ---------- | ---------- | ---------- | ---------- | ---------- | -------- | -------- | -------- | -------- | ------ | ------- | ------------- |
| Carolina Rodríguez | wielobój indywidualny | 17,566     | 17,750     | 17,833     | 17,366     | 70,515     | 7. Q       | 17,616   | 17,683   | 17,700   | 17,950   | 69,949 | 8.      | [ 58 ] [ 59 ] |

| Zawodniczki                                                                  | Konkurencja      | Eliminacje | Eliminacje | Eliminacje | Eliminacje | Finał    | Finał    | Finał  | Finał   | Źródło        |
| Zawodniczki                                                                  | Konkurencja      | Przyrząd   | Przyrząd   | Razem      | Miejsce    | Przyrząd | Przyrząd | Razem  | Miejsce | Źródło        |
| Zawodniczki                                                                  | Konkurencja      | 5R         | 3C 2H      | Razem      | Miejsce    | 5R       | 3C 2H    | Razem  | Miejsce | Źródło        |
| ---------------------------------------------------------------------------- | ---------------- | ---------- | ---------- | ---------- | ---------- | -------- | -------- | ------ | ------- | ------------- |
| Sandra Aguilar Artemi Gavezou Elena López Lourdes Mohadeno Alejandra Quereda | zawody drużynowe | 17,783     | 17,966     | 35,749     | 1. Q       | 17,800   | 17,966   | 35,766 | 2.      | [ 31 ] [ 32 ] |

#### Gimnastyka sportowa
Mężczyźni
| Zawodnik         | Konkurencja           | Kwalifikacje | Kwalifikacje | Kwalifikacje | Kwalifikacje | Kwalifikacje | Kwalifikacje | Kwalifikacje | Kwalifikacje | Finał    | Finał    | Finał    | Finał    | Finał    | Finał    | Finał | Finał   | Źródło        |
| Zawodnik         | Konkurencja           | Przyrząd     | Przyrząd     | Przyrząd     | Przyrząd     | Przyrząd     | Przyrząd     | Razem        | Miejsce      | Przyrząd | Przyrząd | Przyrząd | Przyrząd | Przyrząd | Przyrząd | Razem | Miejsce | Źródło        |
| Zawodnik         | Konkurencja           | F            | PH           | R            | V            | PB           | HB           | Razem        | Miejsce      | F        | PH       | R        | V        | PB       | HB       | Razem | Miejsce | Źródło        |
| ---------------- | --------------------- | ------------ | ------------ | ------------ | ------------ | ------------ | ------------ | ------------ | ------------ | -------- | -------- | -------- | -------- | -------- | -------- | ----- | ------- | ------------- |
| Néstor Abad      | wielobój indywidualny | 14,033       | 13,400       | 14,333       | 14,900       | 12,966       | 14,766       | 84,398       | 31.          | NQ       | NQ       | NQ       | NQ       | NQ       | NQ       | NQ    | NQ      | [ 60 ] [ 61 ] |
| Rayderley Zapata | ćwiczenia wolne       | 15,083       | —            | —            | —            | —            | —            | 15,083       | 11.          | NQ       | —        | —        | —        | —        | —        | NQ    | NQ      | [ 62 ] [ 63 ] |

Kobiety
| Zawodniczka | Konkurencja           | Kwalifikacje | Kwalifikacje | Kwalifikacje | Kwalifikacje | Kwalifikacje | Kwalifikacje | Finał    | Finał    | Finał    | Finał    | Finał | Finał   | Źródło        |
| Zawodniczka | Konkurencja           | Przyrząd     | Przyrząd     | Przyrząd     | Przyrząd     | Razem        | Miejsce      | Przyrząd | Przyrząd | Przyrząd | Przyrząd | Razem | Miejsce | Źródło        |
| Zawodniczka | Konkurencja           | V            | UB           | BB           | F            | Razem        | Miejsce      | V        | UB       | BB       | F        | Razem | Miejsce | Źródło        |
| ----------- | --------------------- | ------------ | ------------ | ------------ | ------------ | ------------ | ------------ | -------- | -------- | -------- | -------- | ----- | ------- | ------------- |
| Ana Pérez   | wielobój indywidualny | 13,933       | 13,633       | 13,600       | 13,133       | 54,299       | 36.          | NQ       | NQ       | NQ       | NQ       | NQ    | NQ      | [ 64 ] [ 65 ] |

### Golf
| Zawodnik                | Konkurencja | Runda 1 | Runda 2 | Runda 3 | Runda 4 | Razem  | Razem       | Razem   | Źródło               |
| Zawodnik                | Konkurencja | Punkty  | Punkty  | Punkty  | Punkty  | Punkty | Poniżej par | Pozycja | Źródło               |
| ----------------------- | ----------- | ------- | ------- | ------- | ------- | ------ | ----------- | ------- | -------------------- |
| Rafael Cabrera-Bello    | mężczyźni   | 67      | 70      | 71      | 68      | 276    | −8          | =5.     | [ 66 ] [ 67 ] [ 68 ] |
| Sergio García Fernández | mężczyźni   | 69      | 72      | 70      | 66      | 277    | −7          | =8.     | [ 66 ] [ 67 ] [ 68 ] |
| Carlota Ciganda         | kobiety     | 67      | 72      | 78      | 73      | 290    | +6          | =39.    | [ 69 ] [ 70 ] [ 71 ] |
| Azahara Muñoz           | kobiety     | 68      | 69      | 73      | 72      | 282    | −2          | =21.    | [ 69 ] [ 70 ] [ 71 ] |

### Hokej na trawie

#### Turniej mężczyzn
- Reprezentacja mężczyzn

Trener: Fred Soyez
| - Francisco Cortés - Sergi Enrique - Bosco Pérez-Pla - Miquel Delás - Pau Quemada - Viçens Ruiz - Álvaro Iglesias - David Alegre (k) - Josep Romeu |  | - Roc Oliva - Jordi Carrera - Andrés Mir - Xavi Lleonart - Marc Sallés - Salva Piera - Álex Casasayas - Manel Terraza |

Źródło:
Grupa A
| Lp. | Drużyna         | M | Mecze | Mecze | Mecze | Bramki | Bramki | Bramki | Pkt | Uwagi                 |
| Lp. | Drużyna         | M | W     | R     | P     | +      | −      | +/−    | Pkt | Uwagi                 |
| --- | --------------- | - | ----- | ----- | ----- | ------ | ------ | ------ | --- | --------------------- |
| 1.  | Belgia          | 5 | 4     | 0     | 1     | 21     | 5      | +16    | 12  | Awans do ćwierćfinału |
| 2.  | Hiszpania       | 5 | 3     | 1     | 1     | 13     | 6      | +7     | 10  | Awans do ćwierćfinału |
| 3.  | Australia       | 5 | 3     | 0     | 2     | 13     | 4      | +9     | 9   | Awans do ćwierćfinału |
| 4.  | Nowa Zelandia   | 5 | 2     | 1     | 2     | 17     | 8      | +9     | 7   | Awans do ćwierćfinału |
| 5.  | Wielka Brytania | 5 | 1     | 2     | 2     | 14     | 10     | +4     | 5   |                       |
| 6.  | Brazylia        | 5 | 0     | 0     | 5     | 1      | 46     | −45    | 0   |                       |

Faza grupowa
| 6 sierpnia 201619:30 | Hiszpania                                                                                            | 7:0 | Brazylia          | Olympic Hockey Center Sędzia: Michał Grochal Chen Dekang |
| 6 sierpnia 201619:30 | Xavi Lleonart 16', 42' Roc Oliva 35' Josep Romeu 35' (kr), 52' (kr) Viçens Ruiz 45' David Alegre 55' | 7:0 |                   | Olympic Hockey Center Sędzia: Michał Grochal Chen Dekang |
| 6 sierpnia 201619:30 | David Alegre 20' · Miquel Delás 24'                                                                  | 7:0 | 25' Joaquin Lopez | Olympic Hockey Center Sędzia: Michał Grochal Chen Dekang |

| 7 sierpnia 201620:30 | Australia                         | 0:1 | Hiszpania                                                                      | Olympic Hockey Center Sędzia: Christian Blasch Coen van Bunge |
| 7 sierpnia 201620:30 | 6' Álex Casasayas                 | 0:1 |                                                                                | Olympic Hockey Center Sędzia: Christian Blasch Coen van Bunge |
| 7 sierpnia 201620:30 | Matt Ghodes 8' · Daniel Beale 58' | 0:1 | 26' David Alegre · 38' Álvaro Iglesias · 52' Salva Piera · 52' Bosco Pérez-Pla | Olympic Hockey Center Sędzia: Christian Blasch Coen van Bunge |

| 9 sierpnia 201611:00 | Nowa Zelandia                                                                | 2:3 | Hiszpania                                              | Olympic Hockey Center Sędzia: Christian Blasch Germán Montes de Oca |
| 9 sierpnia 201611:00 | Simon Child 3', 30' (kr)                                                     | 2:3 | 1' (kr) Roc Oliva 10' Álex Casasayas 60' Xavi Lleonart | Olympic Hockey Center Sędzia: Christian Blasch Germán Montes de Oca |
| 9 sierpnia 201611:00 | Hayden Phillips 39' · Bradley Shaw 40' · Blair Hilton 45' · Blair Hilton 60' | 2:3 | 8' Viçens Ruiz · 14' Manel Terraza · 59' Sergi Enrique | Olympic Hockey Center Sędzia: Christian Blasch Germán Montes de Oca |

| 11 sierpnia 201613:30 | Hiszpania                                                                                       | 1:3 | Belgia                                           | Olympic Hockey Center Sędzia: Christian Blasch Germán Montes de Oca |
| 11 sierpnia 201613:30 | Pau Quemada 41' (kr)                                                                            | 1:3 | 6', 21' Cédric Charlier 16' Emmanuel Stockbroekx | Olympic Hockey Center Sędzia: Christian Blasch Germán Montes de Oca |
| 11 sierpnia 201613:30 | Viçens Ruiz 21' · Xavi Lleonart 30' · Bosco Pérez-Pla 30' · Manel Terraza 44' · Pau Quemada 50' | 1:3 | 52' Félix Denayer                                | Olympic Hockey Center Sędzia: Christian Blasch Germán Montes de Oca |

| 12 sierpnia 201617:00 | Wielka Brytania | 1:1 | Hiszpania                                                                                     | Olympic Hockey Center Sędzia: Christian Blasch Coen van Bunge |
| 12 sierpnia 201617:00 | Samuel Ward 15' | 1:1 | 9' David Alegre                                                                               | Olympic Hockey Center Sędzia: Christian Blasch Coen van Bunge |
| 12 sierpnia 201617:00 | Nick Catlin 13' | 1:1 | 14' Sergi Enrique · 23' Pau Quemada · 27' Xavi Lleonart · 30' Salva Piera · 54' Manel Terraza | Olympic Hockey Center Sędzia: Christian Blasch Coen van Bunge |

Ćwierćfinał
| 14 sierpnia 201610:00 | Hiszpania                            | 1:2 | Argentyna                                             | Olympic Hockey Center Sędzia: Martin Madden Adam Kearns |
| 14 sierpnia 201610:00 | Pau Quemada 57' (kr)                 | 1:2 | 15' (kr) Gonzalo Peillat 59' (k) Juan Ignacio Gilardi | Olympic Hockey Center Sędzia: Martin Madden Adam Kearns |
| 14 sierpnia 201610:00 | Xavi Lleonart 26' · David Alegre 40' | 1:2 |                                                       | Olympic Hockey Center Sędzia: Martin Madden Adam Kearns |

#### Turniej kobiet
- Reprezentacja kobiet

Trener: Adrian Lock
| - María López - Rocío Gutiérrez - Rocío Ybarra (k) - Carlota Petchamé - Carola Salvatella - María López García - Berta Bonastre - Cristina Guinea |  | - Lola Riera - Xantal Giné - Beatriz Pérez - Gloria Comerma - Georgina Oliva - Begoña García - Alicia Magaz - Lucía Jiménez Vicente |

Źródło:
Grupa A
| Lp. | Drużyna          | M | Mecze | Mecze | Mecze | Bramki | Bramki | Bramki | Pkt | Uwagi                 |
| Lp. | Drużyna          | M | W     | R     | P     | +      | −      | +/−    | Pkt | Uwagi                 |
| --- | ---------------- | - | ----- | ----- | ----- | ------ | ------ | ------ | --- | --------------------- |
| 1.  | Holandia         | 5 | 4     | 1     | 0     | 13     | 1      | +12    | 13  | Awans do ćwierćfinału |
| 2.  | Nowa Zelandia    | 5 | 3     | 1     | 1     | 11     | 5      | +6     | 10  | Awans do ćwierćfinału |
| 3.  | Niemcy           | 5 | 2     | 1     | 2     | 6      | 6      | 0      | 7   | Awans do ćwierćfinału |
| 4.  | Hiszpania        | 5 | 2     | 0     | 3     | 6      | 12     | −6     | 6   | Awans do ćwierćfinału |
| 5.  | Chiny            | 5 | 1     | 2     | 2     | 3      | 5      | −2     | 5   |                       |
| 6.  | Korea Południowa | 5 | 0     | 1     | 4     | 3      | 13     | −10    | 1   |                       |

Faza grupowa
| 7 sierpnia 201612:30 | Holandia                                                                                     | 5:0 | Hiszpania                                 | Olympic Hockey Center Sędzia: Amy Baxter Amber Church |
| 7 sierpnia 201612:30 | Lidewij Welten 12' Laurien Leurink 16' Marloes Keetels 19' Maartje Paumen 23' (kr), 49' (kr) | 5:0 |                                           | Olympic Hockey Center Sędzia: Amy Baxter Amber Church |
| 7 sierpnia 201612:30 | Margot van Geffen 35'                                                                        | 5:0 | 10' Carola Salvatella · 13' Begoña García | Olympic Hockey Center Sędzia: Amy Baxter Amber Church |

| 8 sierpnia 201619:30 | Hiszpania                                                            | 0:2 | Chiny                      | Olympic Hockey Center Sędzia: Amber Church Michelle Meister |
| 8 sierpnia 201619:30 | 5' Zhao Yudiao 25' Peng Yang                                         | 0:2 |                            | Olympic Hockey Center Sędzia: Amber Church Michelle Meister |
| 8 sierpnia 201619:30 | María López García 25' · María López García 33' · Berta Bonastre 51' | 0:2 | 5' Sun Xiao · 36' Li Jiaqi | Olympic Hockey Center Sędzia: Amber Church Michelle Meister |

| 10 sierpnia 201610:00 | Hiszpania            | 1:2 | Nowa Zelandia                   | Olympic Hockey Center Sędzia: Irene Presenqui Elena Eskina |
| 10 sierpnia 201610:00 | Carlota Petchamé 60' | 1:2 | 22' (kr), 51' (kr) Kelsey Smith | Olympic Hockey Center Sędzia: Irene Presenqui Elena Eskina |
| 10 sierpnia 201610:00 | Gloria Comerma 57'   | 1:2 | 13' Anita McLaren               | Olympic Hockey Center Sędzia: Irene Presenqui Elena Eskina |

| 11 sierpnia 201617:00 | Niemcy                                      | 1:2 | Hiszpania                                     | Olympic Hockey Center Sędzia: Fanneke Alkemade Miao Lin |
| 11 sierpnia 201617:00 | Lisa Schütze 21'                            | 1:2 | 9' (kr) Cristina Guinea 11' Carola Salvatella | Olympic Hockey Center Sędzia: Fanneke Alkemade Miao Lin |
| 11 sierpnia 201617:00 | Lisa Altenburg 5' · Pia-Sophie Oldhafer 16' | 1:2 |                                               | Olympic Hockey Center Sędzia: Fanneke Alkemade Miao Lin |

| 13 sierpnia 201617:00 | Korea Południowa                                                      | 2:3 | Hiszpania                                           | Olympic Hockey Center Sędzia: Michelle Meister Fanneke Alkemade |
| 13 sierpnia 201617:00 | Cheon Eun-bi 18' Kim Bo-mi 55'                                        | 2:3 | 39' Begoña García 41' Lola Riera 48' Gloria Comerma | Olympic Hockey Center Sędzia: Michelle Meister Fanneke Alkemade |
| 13 sierpnia 201617:00 | Eeseul Baek 15' · Jungeun Seo 27' · Jungeun Seo 35' · Seunga Park 36' | 2:3 | 21' Berta Bonastre · 36' Berta Bonastre             | Olympic Hockey Center Sędzia: Michelle Meister Fanneke Alkemade |

Ćwierćfinał
| 15 sierpnia 201618:00 | Wielka Brytania                                                  | 3:1 | Hiszpania           | Olympic Hockey Center Sędzia: Kelly Hudson Melissa Trivic |
| 15 sierpnia 201618:00 | Georgie Twigg 8' (kr) Helen Richardson-Walsh 13' Lily Owsley 27' | 3:1 | 53' Georgina Oliva  | Olympic Hockey Center Sędzia: Kelly Hudson Melissa Trivic |
| 15 sierpnia 201618:00 | Shona McCallin 35' · Giselle Ansley 54'                          | 3:1 | 26' Cristina Guinea | Olympic Hockey Center Sędzia: Kelly Hudson Melissa Trivic |

### Jeździectwo

#### Skoki przez przeszkody
| Zawodnik                                                                              | Koń                    | Konkurencja   | Kwalifikacje | Kwalifikacje | Kwalifikacje | Kwalifikacje | Kwalifikacje | Kwalifikacje | Kwalifikacje | Kwalifikacje | Finał   | Finał   | Finał   | Finał   | Finał   | Razem | Razem   | Źródło               |
| Zawodnik                                                                              | Koń                    | Konkurencja   | Runda 1      | Runda 1      | Runda 2      | Runda 2      | Runda 2      | Runda 3      | Runda 3      | Runda 3      | Runda A | Runda A | Runda B | Runda B | Runda B | Razem | Razem   | Źródło               |
| Zawodnik                                                                              | Koń                    | Konkurencja   | Kary         | Miejsce      | Kary         | Łącznie      | Miejsce      | Kary         | Łącznie      | Miejsce      | Kary    | Miejsce | Kary    | Łącznie | Miejsce | Kary  | Miejsce | Źródło               |
| ------------------------------------------------------------------------------------- | ---------------------- | ------------- | ------------ | ------------ | ------------ | ------------ | ------------ | ------------ | ------------ | ------------ | ------- | ------- | ------- | ------- | ------- | ----- | ------- | -------------------- |
| Eduardo Álvarez Aznar                                                                 | Rockfeller de Pleville | indywidualnie | 4            | =27. Q       | Eliminacja   | Eliminacja   | Eliminacja   | NQ           | NQ           | NQ           | NQ      | NQ      | NQ      | NQ      | NQ      | NQ    | NQ      | [ 86 ] [ 87 ] [ 88 ] |
| Sergio Álvarez Moya                                                                   | Carlo 273              | indywidualnie | 0            | =1.          | 0            |              | =1.          | 6            | 6            | 17. Q        | 0       | =1. Q   | 9       | 9       | =20.    | 9     | =20.    | [ 86 ] [ 87 ] [ 88 ] |
| Pilar Lucrecia Cordón                                                                 | Gribouille du Lys      | indywidualnie | 4            | =27. Q       | 8            | 12           | =46.'        | NQ           | NQ           | NQ           | NQ      | NQ      | NQ      | NQ      | NQ      | NQ    | NQ      | [ 86 ] [ 87 ] [ 88 ] |
| Manuel Fernández Saro                                                                 | U Watch                | indywidualnie | 4            | =27. Q       | 4            | 8            | =30. Q       | 9            | 17           | =38.         | NQ      | NQ      | NQ      | NQ      | NQ      | NQ    | NQ      | [ 86 ] [ 87 ] [ 88 ] |
| Eduardo Álvarez Aznar Sergio Álvarez Moya Pilar Lucrecia Cordón Manuel Fernández Saro | Patrz wyżej            | drużynowo     | 8            | =8. Q        | —            | —            | —            | —            | —            | —            | 12      | 11.     | NQ      | NQ      | NQ      | NQ    | NQ      | [ 89 ] [ 90 ] [ 91 ] |

#### Ujeżdżenie
| Zawodnik                                                                     | Koń         | Konkurencja   | Grand Prix | Grand Prix | Grand Prix Special | Grand Prix Special | Grand Prix Freestyle | Grand Prix Freestyle | Razem  | Razem   | Źródło               |
| Zawodnik                                                                     | Koń         | Konkurencja   | Punkty     | Pozycja    | Punkty             | Pozycja            | Technika             | Artystyka            | Punkty | Pozycja | Źródło               |
| ---------------------------------------------------------------------------- | ----------- | ------------- | ---------- | ---------- | ------------------ | ------------------ | -------------------- | -------------------- | ------ | ------- | -------------------- |
| Claudio Castilla Ruiz                                                        | Alcaide     | indywidualnie | 69,814     | 38.        | NQ                 | NQ                 | NQ                   | NQ                   | NQ     | NQ      | [ 92 ] [ 93 ] [ 94 ] |
| Beatriz Ferrer-Salat                                                         | Delgado     | indywidualnie | 74,829     | 20. Q      | 76,863             | 8. Q               | 76,500               | 83,000               | 80,161 | 10.     | [ 92 ] [ 93 ] [ 94 ] |
| Severo Jurado                                                                | Lorenzo     | indywidualnie | 76,429     | 11. Q      | 77,479             | 6. Q               | 81,750               | 91,000               | 83,533 | 5.      | [ 92 ] [ 93 ] [ 94 ] |
| Daniel Martin Dockx                                                          | Grandioso   | indywidualnie | 70,829     | 34.        | NQ                 | NQ                 | NQ                   | NQ                   | NQ     | NQ      | [ 92 ] [ 93 ] [ 94 ] |
| Claudio Castilla Ruiz Beatriz Ferrer-Salat Severo Jurado Daniel Martin Dockx | Patrz wyżej | drużynowo     | 74,029     | 7.         | NQ                 | NQ                 | —                    | —                    | 74,029 | 7.      | [ 95 ] [ 96 ] [ 97 ] |

#### WKKW
| Zawodnik              | Koń     | Konkurencja   | Ujeżdżenie | Ujeżdżenie | Próba terenowa | Próba terenowa | Próba terenowa | Skoki        | Skoki        | Skoki   | Skoki | Łącznie | Łącznie | Źródło                |
| Zawodnik              | Koń     | Konkurencja   | Ujeżdżenie | Ujeżdżenie | Próba terenowa | Próba terenowa | Próba terenowa | Kwalifikacje | Kwalifikacje | Finał   | Finał | Łącznie | Łącznie | Źródło                |
| Zawodnik              | Koń     | Konkurencja   | Kary       | Miejsce    | Kary           | Miejsce        | Kary           | Miejsce      | Kary         | Miejsce | Kary  | Miejsce |         | Źródło                |
| --------------------- | ------- | ------------- | ---------- | ---------- | -------------- | -------------- | -------------- | ------------ | ------------ | ------- | ----- | ------- | ------- | --------------------- |
| Albert Hermoso Farras | Hito CP | indywidualnie | 64,30      | 63.        | Eliminacja     | Eliminacja     | Eliminacja     | NQ           | NQ           | NQ      | NQ    | NQ      | NQ      | [ 98 ] [ 99 ] [ 100 ] |

### Judo
Mężczyźni
| Zawodnik           | Konkurencja | 1/32             | 1/16                 | 1/8              | Ćwierćfinał      | Półfinał         | Repasaże         | Finał/BM         | Finał/BM | Źródło                  |
| Zawodnik           | Konkurencja | Przeciwnik Wynik | Przeciwnik Wynik     | Przeciwnik Wynik | Przeciwnik Wynik | Przeciwnik Wynik | Przeciwnik Wynik | Przeciwnik Wynik | Pozycja  | Źródło                  |
| ------------------ | ----------- | ---------------- | -------------------- | ---------------- | ---------------- | ---------------- | ---------------- | ---------------- | -------- | ----------------------- |
| Francisco Garrigos | - 60 kg     | BYE              | Englmaier P 000-001  | NQ               | NQ               | NQ               | NQ               | NQ               | NQ       | [ 101 ] [ 102 ] [ 103 ] |
| Sugoi Uriarte      | - 66 kg     | BYE              | Şıxəlizadə P 000-001 | NQ               | NQ               | NQ               | NQ               | NQ               | NQ       | [ 101 ] [ 104 ] [ 105 ] |

Kobiety
| Zawodniczka    | Konkurencja | 1/16                   | 1/8                 | Ćwierćfinał         | Półfinał            | Repasaż             | Finał/BM            | Finał/BM | Źródło                  |
| Zawodniczka    | Konkurencja | Przeciwniczka Wynik    | Przeciwniczka Wynik | Przeciwniczka Wynik | Przeciwniczka Wynik | Przeciwniczka Wynik | Przeciwniczka Wynik | Pozycja  | Źródło                  |
| -------------- | ----------- | ---------------------- | ------------------- | ------------------- | ------------------- | ------------------- | ------------------- | -------- | ----------------------- |
| Julia Figueroa | - 48 kg     | BYE                    | Mestre P 001-011    | NQ                  | NQ                  | NQ                  | NQ                  | NQ       | [ 101 ] [ 106 ] [ 107 ] |
| Laura Gómez    | - 52 kg     | Babamuratowa W 101-000 | Chițu P 001-011     | NQ                  | NQ                  | NQ                  | NQ                  | NQ       | [ 101 ] [ 108 ] [ 109 ] |
| María Bernabéu | - 70 kg     | BYE                    | Kłys W 000-000 S    | Alvear P 000-100    | NQ                  | Bolder W 000-000 S  | Koch P 000-010      | 5.       | [ 101 ] [ 110 ] [ 111 ] |

### Kajakarstwo

#### Kajakarstwo górskie
Mężczyźni
| Zawodnik      | Konkurencja | Eliminacje | Eliminacje | Eliminacje | Eliminacje | Eliminacje | Eliminacje | Półfinał | Półfinał | Finał  | Finał   | Źródło          |
| Zawodnik      | Konkurencja | Zjazd 1    | Miejsce    | Zjazd 2    | Miejsce    | Najlepszy  | Miejsce    | Czas     | Miejsce  | Czas   | Miejsce | Źródło          |
| ------------- | ----------- | ---------- | ---------- | ---------- | ---------- | ---------- | ---------- | -------- | -------- | ------ | ------- | --------------- |
| Ander Elosegi | C-1         | 97,33      | 4.         | 102,39     | 11.        | 97,33      | 8. Q       | 97,93    | 2. Q     | 101,27 | 8.      | [ 112 ] [ 113 ] |

Kobiety
| Zawodniczka       | Konkurencja | Eliminacje | Eliminacje | Eliminacje | Eliminacje | Eliminacje | Eliminacje | Półfinał | Półfinał | Finał | Finał   | Źródło      |
| Zawodniczka       | Konkurencja | Zjazd 1    | Miejsce    | Zjazd 2    | Miejsce    | Najlepszy  | Miejsce    | Czas     | Miejsce  | Czas  | Miejsce | Źródło      |
| ----------------- | ----------- | ---------- | ---------- | ---------- | ---------- | ---------- | ---------- | -------- | -------- | ----- | ------- | ----------- |
| Maialen Chourraut | K-1         | 155,43     | 21.        | 106,47     | 9.         | 106,47     | 11. Q      | 101,83   | 3. Q     | 98,65 | 1.      | [ 6 ] [ 7 ] |

#### Kajakarstwo klasyczne
Mężczyźni
| Zawodnik                                                | Konkurencje | Eliminacje | Eliminacje | Półfinał | Półfinał | Finał    | Finał   | Źródło               |
| Zawodnik                                                | Konkurencje | Czas       | Miejsce    | Czas     | Miejsce  | Czas     | Miejsce | Źródło               |
| ------------------------------------------------------- | ----------- | ---------- | ---------- | -------- | -------- | -------- | ------- | -------------------- |
| Alfonso Benavides                                       | C-1 200 m   | 40,610     | 1. Q       | 40,038   | 2. FA    | 39,649   | 4.      | [ 114 ] [ 115 ]      |
| Saúl Craviotto                                          | K-1 200 m   | 34,694     | 2. Q       | 35,545   | 3. FA    | 35,662   | 3.      | [ 42 ] [ 43 ]        |
| Marcus Walz                                             | K-1 1000 m  | 3:33,786   | 3. Q       | 3:33,781 | 3. FA    | 3:31,447 | 1.      | [ 11 ] [ 12 ] [ 13 ] |
| Saúl Craviotto Cristian Toro                            | K-2 200 m   | 31,161     | 1. FA      | BYE      | BYE      | 32,075   | 1.      | [ 14 ] [ 15 ]        |
| Javier Hernanz Rodrigo Germade Oscar Carrera Inigo Pena | K-4 1000 m  | 2:55,514   | 3. Q       | 3:00,237 | 2. FA    | 3:06,768 | 5.      | [ 116 ] [ 117 ]      |

Kobiety
| Zawodniczka          | Konkurencje | Eliminacje | Eliminacje | Półfinał | Półfinał | Finał  | Finał   | Źródło                  |
| Zawodniczka          | Konkurencje | Czas       | Miejsce    | Czas     | Miejsce  | Czas   | Miejsce | Źródło                  |
| -------------------- | ----------- | ---------- | ---------- | -------- | -------- | ------ | ------- | ----------------------- |
| Maria Teresa Portela | K-1 200 m   | 40,844     | 3. Q       | 40,241   | 2. FA    | 41,053 | 6.      | [ 118 ] [ 119 ] [ 120 ] |

### Kolarstwo

#### Kolarstwo górskie
| Zawodnik             | Konkurencja | Czas    | Pozycja | Źródło        |
| -------------------- | ----------- | ------- | ------- | ------------- |
| Carlos Coloma        | mężczyźni   | 1:34:51 | 3.      | [ 47 ] [ 48 ] |
| David Valero         | mężczyźni   | 1:37:00 | 9.      | [ 47 ] [ 48 ] |
| José Antonio Hermida | mężczyźni   | 1:38:21 | 15.     | [ 47 ] [ 48 ] |

#### Kolarstwo szosowe
Mężczyźni
| Zawodnik             | Konkurencja                | Czas    | Miejsce | Źródło                  |
| -------------------- | -------------------------- | ------- | ------- | ----------------------- |
| Joaquim Rodríguez    | Wyścig ze startu wspólnego | 6:10:27 | 5.      | [ 121 ] [ 122 ] [ 123 ] |
| Alejandro Valverde   | Wyścig ze startu wspólnego | 6:19:43 | 30.     | [ 121 ] [ 122 ] [ 123 ] |
| Imanol Erviti        | Wyścig ze startu wspólnego | DNF     | DNF     | [ 121 ] [ 122 ] [ 123 ] |
| Jonathan Castroviejo | Wyścig ze startu wspólnego | DNF     | DNF     | [ 121 ] [ 122 ] [ 123 ] |
| Jonathan Castroviejo | Jazda indywidualna na czas | 1:13:21 | 4.      | [ 121 ] [ 124 ] [ 125 ] |
| Ion Izagirre         | Jazda indywidualna na czas | 1:14:21 | 8.      | [ 121 ] [ 124 ] [ 125 ] |
| Ion Izagirre         | Wyścig ze startu wspólnego | DNF     | DNF     | [ 121 ] [ 122 ] [ 123 ] |

Kobiety
| Zawodniczka     | Konkurencja                | Czas    | Miejsce | Źródło                  |
| --------------- | -------------------------- | ------- | ------- | ----------------------- |
| Ane Santesteban | wyścig ze startu wspólnego | 4:02:59 | 47.     | [ 126 ] [ 127 ] [ 128 ] |

#### Kolarstwo torowe
Sprint
| Zawodnik            | Konkurencja | Kwalifikacje         | Kwalifikacje | Runda 1         | Repasaż         | Runda 2         | Repasaż         | Ćwierćfinały    | Półfinały       | Finał           | Finał   | Źródło  |
| Zawodnik            | Konkurencja | Czas Prędkość (km/h) | Pozycja      | Przeciwnik Czas | Przeciwnik Czas | Przeciwnik Czas | Przeciwnik Czas | Przeciwnik Czas | Przeciwnik Czas | Przeciwnik Czas | Pozycja | Źródło  |
| ------------------- | ----------- | -------------------- | ------------ | --------------- | --------------- | --------------- | --------------- | --------------- | --------------- | --------------- | ------- | ------- |
| Juan Peralta Gascon | mężczyźni   | 10,055 71,606        | 19.          | NQ              | NQ              | NQ              | NQ              | NQ              | NQ              | NQ              | NQ      | [ 129 ] |
| Tania Calvo         | kobiety     | 11,162 64,504        | 19.          | NQ}             | NQ}             | NQ}             | NQ}             | NQ}             | NQ}             | NQ}             | NQ}     | [ 130 ] |
| Helena Casas        | kobiety     | 11,707 61,501        | 26.          | NQ}             | NQ}             | NQ}             | NQ}             | NQ}             | NQ}             | NQ}             | NQ}     | [ 130 ] |

| Zawodniczki              | Konkurencja | Kwalifikacje         | Kwalifikacje | Półfinały        | Półfinały | Finał           | Finał   | Źródło          |
| Zawodniczki              | Konkurencja | Czas Prędkość (km/h) | Pozycja      | Przeciwnik Czas  | Pozycja   | Przeciwnik Czas | Pozycja | Źródło          |
| ------------------------ | ----------- | -------------------- | ------------ | ---------------- | --------- | --------------- | ------- | --------------- |
| Tania Calvo Helena Casas | kobiety     | 33,891 53,111        | 8. Q         | Chiny · P 33,531 | 7.        | NQ              | NQ      | [ 131 ] [ 132 ] |

Keirin
| Zawodniczki  | Konkurencja | Runda 1 | Repesaż | Runda 2 | Finał   | Źródło  |
| Zawodniczki  | Konkurencja | Pozycja | Pozycja | Pozycja | Pozycja | Źródło  |
| ------------ | ----------- | ------- | ------- | ------- | ------- | ------- |
| Tania Calvo  | kobiety     | DNFR    | 4.      | NQ      | NQ      | [ 133 ] |
| Helena Casas | kobiety     | 4. R    | 3.      | NQ      | NQ      | [ 133 ] |

### Koszykówka

#### Turniej mężczyzn
- Reprezentacja mężczyzn

Trener:  Sergio Scariolo
| - Pau Gasol - Rudy Fernández - Juan Carlos Navarro - José Calderón - Felipe Reyes - Víctor Claver |  | - Guillermo Hernangómez - Álex Abrines - Sergio Llull - Nikola Mirotić - Ricky Rubio - Sergio Rodríguez |

Źródło:
Grupa B
| Miejsce | Drużyna   | Mecze | Punkty | Zwyc. | Por. | Kosze   |
| ------- | --------- | ----- | ------ | ----- | ---- | ------- |
| 1       | Chorwacja | 5     | 8      | 3     | 2    | 400-407 |
| 2       | Hiszpania | 5     | 8      | 3     | 2    | 432-357 |
| 3       | Litwa     | 5     | 8      | 3     | 2    | 392-428 |
| 4       | Argentyna | 5     | 8      | 3     | 2    | 441-428 |
| 5       | Brazylia  | 5     | 7      | 2     | 3    | 411-407 |
| 6       | Nigeria   | 5     | 6      | 1     | 4    | 392-441 |

| 7 sierpnia 201619:00 | Chorwacja                                                    | 72:70(13:21, 19:17, 15:16, 25:16) | Hiszpania                              | Carioca Arena 1, Rio de Janeiro Sędzia: * Stephen Seibel - Oļegs Latiševs - Robert Lottermoser |
| 7 sierpnia 201619:00 | Pkt:Bogdanović 23 Zb:trzech zawodników po 7 każdy As:Šarić 5 | 72:70(13:21, 19:17, 15:16, 25:16) | Pkt:Gasol 26 Zb:Gasol 9 As:Rodríguez 7 | Carioca Arena 1, Rio de Janeiro Sędzia: * Stephen Seibel - Oļegs Latiševs - Robert Lottermoser |

| 9 sierpnia 201614:15 | Hiszpania                               | 65:66(13:18, 18:16, 14:19, 20:13) | Brazylia                               | Carioca Arena 1, Rio de Janeiro Sędzia: * Ilija Belošević - Damir Javor - Roberto Vázquez |
| 9 sierpnia 201614:15 | Pkt:Gasol 13 Zb:Gasol 10 As:Rodríguez 5 | 65:66(13:18, 18:16, 14:19, 20:13) | Pkt:Huertas 11 Zb:Lima 10 As:Huertas 7 | Carioca Arena 1, Rio de Janeiro Sędzia: * Ilija Belošević - Damir Javor - Roberto Vázquez |

| 11 sierpnia 201619:00 | Nigeria                            | 87:96(11:25, 30:18, 25:22, 21:31) | Hiszpania                          | Carioca Arena 1, Rio de Janeiro Sędzia: * Steven Anderson - Duan Zhu - José Reyes |
| 11 sierpnia 201619:00 | Pkt:Oguchi 24 Zb:Diogu 7 As:Uzoh 7 | 87:96(11:25, 30:18, 25:22, 21:31) | Pkt:Gasol 16 Zb:Reyes 9 As:Llull 5 | Carioca Arena 1, Rio de Janeiro Sędzia: * Steven Anderson - Duan Zhu - José Reyes |

| 13 sierpnia 201619:00 | Hiszpania                          | 109:59(26:11, 22:18, 36:16, 25:14) | Litwa                                                             | Carioca Arena 1, Rio de Janeiro Sędzia: * Ilija Belošević - Oļegs Latiševs - Roberto Vázquez |
| 13 sierpnia 201619:00 | Pkt:Gasol 13 Zb:Reyes 9 As:Llull 6 | 109:59(26:11, 22:18, 36:16, 25:14) | Pkt:Kuzminskas 17 Zb:Valančiūnas 10 As:pięć zawodników po 2 każdy | Carioca Arena 1, Rio de Janeiro Sędzia: * Ilija Belošević - Oļegs Latiševs - Roberto Vázquez |

| 15 sierpnia 201619:00 | Hiszpania                                   | 92:73(25:15, 23:20, 23:22, 21:16) | Argentyna                                                             | Carioca Arena 1, Rio de Janeiro Sędzia: * Christos Christodoulou - Stephen Seibel - Roberto Vázquez |
| 15 sierpnia 201619:00 | Pkt:Fernández 23 Zb:Gasol 13 As:Rodríguez 6 | 92:73(25:15, 23:20, 23:22, 21:16) | Pkt:Laprovíttola 21 Zb:trzech zawodników po 5 każdy As:Laprovíttola 4 | Carioca Arena 1, Rio de Janeiro Sędzia: * Christos Christodoulou - Stephen Seibel - Roberto Vázquez |

Ćwierćfinał
| 17 sierpnia 201614:30 | Hiszpania                                              | 92:67(19:16, 24:14, 26:19, 23:18) | Francja                              | Carioca Arena 1, Rio de Janeiro Sędzia: * José Reyes - Damir Javor - Oļegs Latiševs |
| 17 sierpnia 201614:30 | Pkt:Mirotić 23 Zb:Gasol 8 As:Rubio, Navarro po 5 każdy | 92:67(19:16, 24:14, 26:19, 23:18) | Pkt:Parker 14 Zb:Gobert 12 As:Diaw 5 | Carioca Arena 1, Rio de Janeiro Sędzia: * José Reyes - Damir Javor - Oļegs Latiševs |

Półfinał
| 19 sierpnia 201615:30 | Hiszpania                              | 76:82(17:26, 22:19, 18:21, 19:16) | Stany Zjednoczone                                          | Carioca Arena 1, Rio de Janeiro Sędzia: * Christos Christodoulou - Guilherme Locatelli - José Reyes |
| 19 sierpnia 201615:30 | Pkt:Gasol 23 Zb:Gasol 8 As:Rodríguez 5 | 76:82(17:26, 22:19, 18:21, 19:16) | Pkt:Thompson 22 Zb:Jordan 16 As:Lowry, Thompson po 3 każdy | Carioca Arena 1, Rio de Janeiro Sędzia: * Christos Christodoulou - Guilherme Locatelli - José Reyes |

Mecz o brązowy medal
| 21 sierpnia 201611:30 | Australia                                                | 88:89(17:23, 21:17, 26:27, 24:22) | Hiszpania                               | Carioca Arena 1, Rio de Janeiro Sędzia: * Ilija Belošević - Steven Anderson - Roberto Vázquez |
| 21 sierpnia 201611:30 | Pkt:Mills 30 Zb:Lisch, Motum po 6 każdy As:Dellavedova 8 | 88:89(17:23, 21:17, 26:27, 24:22) | Pkt:Gasol 31 Zb:Gasol 11 As:Rodríguez 5 | Carioca Arena 1, Rio de Janeiro Sędzia: * Ilija Belošević - Steven Anderson - Roberto Vázquez |

#### Turniej kobiet
- Reprezentacja kobiet

Trener: Lucas Mondelo
| - Leticia Romero - Laura Nicholls - Silvia Domínguez - Alba Torrens - Laia Palau - Marta Xargay |  | - Leonor Rodríguez - Lucila Pascua - Anna Cruz - Laura Quevedo - Laura Gil - Astou Ndour |

Źródło:
Grupa B
| Miejsce | Drużyna           | Mecze | Punkty | Zwyc. | Por. | Kosze   |
| ------- | ----------------- | ----- | ------ | ----- | ---- | ------- |
| 1       | Stany Zjednoczone | 5     | 10     | 5     | 0    | 520-316 |
| 2       | Hiszpania         | 5     | 9      | 4     | 1    | 387-333 |
| 3       | Kanada            | 5     | 8      | 3     | 2    | 340-347 |
| 4       | Serbia            | 5     | 7      | 2     | 3    | 385-406 |
| 5       | Chiny             | 5     | 6      | 1     | 4    | 371-428 |
| 6       | Senegal           | 5     | 5      | 0     | 5    | 309-482 |

| 7 sierpnia 201614:15 | Serbia                                          | 59:65(18:19, 13:12, 13:15, 15:19) | Hiszpania                                     | Youth Arena, Rio de Janeiro Widzów: 2654 Sędzia: * Roberto Vázquez - Natalia Cuello - Piotr Pastusiak |
| 7 sierpnia 201614:15 | Pkt:Milovanović 17 Zb:Petrović 8 As:A.Dabović 4 | 59:65(18:19, 13:12, 13:15, 15:19) | Pkt:Xargay 15 Zb:Ndour 12 As:Palau, Torrens 5 | Youth Arena, Rio de Janeiro Widzów: 2654 Sędzia: * Roberto Vázquez - Natalia Cuello - Piotr Pastusiak |

| 8 sierpnia 201612:00 | Hiszpania                                | 63:103(14:29, 23:25, 14:20, 12:29) | Stany Zjednoczone                                       | Arena de Deodoro, Rio de Janeiro Widzów: 2073 Sędzia: * Christos Christodoulou - Sreten Radović - Ahmed Al-Bulushi |
| 8 sierpnia 201612:00 | Pkt:Torrens 20 Zb:Ndour 8 As:Domínguez 3 | 63:103(14:29, 23:25, 14:20, 12:29) | Pkt:Taurasi 13 Zb:Charles 6 As:Bird, Charles po 5 każda | Arena de Deodoro, Rio de Janeiro Widzów: 2073 Sędzia: * Christos Christodoulou - Sreten Radović - Ahmed Al-Bulushi |

| 10 sierpnia 201612:15 | Chiny                               | 68:89(18:14, 20:27, 21:23, 9:25) | Hiszpania                               | Youth Arena, Rio de Janeiro Widzów: 1230 Sędzia: * Eddie Viator - Leandro Lezcano - Natalia Cuello |
| 10 sierpnia 201612:15 | Pkt:Shao 14 Zb:Sun Meng 8 As:Chen 6 | 68:89(18:14, 20:27, 21:23, 9:25) | Pkt:Torrens 32 Zb:Nichols 10 As:Palau 7 | Youth Arena, Rio de Janeiro Widzów: 1230 Sędzia: * Eddie Viator - Leandro Lezcano - Natalia Cuello |

| 12 sierpnia 201617:45 | Hiszpania                                            | 97:43(26:11, 20:8, 25:13, 26:11) | Senegal                                     | Youth Arena, Rio de Janeiro Widzów: 3329 Sędzia: * Scott Beker - Leandro Lezcano - Chahinaz Boussetta |
| 12 sierpnia 201617:45 | Pkt:Torrens 14 Zb:Nicholls 7 As:cztery zawodniczki 5 | 97:43(26:11, 20:8, 25:13, 26:11) | Pkt:Sy 16 Zb:Diarra 6 As:trzy zawodniczki 2 | Youth Arena, Rio de Janeiro Widzów: 3329 Sędzia: * Scott Beker - Leandro Lezcano - Chahinaz Boussetta |

| 14 sierpnia 201617:45 | Hiszpania                                | 73:60(17:16, 16:13, 16:18, 24:13) | Kanada                                                            | Youth Arena, Rio de Janeiro Widzów: 3026 Sędzia: * Cristiano Maranho - Vaughan Mayberry - Natalia Cuello |
| 14 sierpnia 201617:45 | Pkt:Torrens 20 Zb:Nicholls 12 As:Palau 6 | 73:60(17:16, 16:13, 16:18, 24:13) | Pkt:Fields 13 Zb:Achonwa, Raincock-Ekunwe 7 As:trzy zawodniczki 2 | Youth Arena, Rio de Janeiro Widzów: 3026 Sędzia: * Cristiano Maranho - Vaughan Mayberry - Natalia Cuello |

Ćwierćfinał
| 16 sierpnia 201614:30 | Hiszpania                           | 64:62(12:17, 17:8, 13:22, 22:15) | Turcja                                  | Carioca Arena 1, Rio de Janeiro Widzów: 6565 Sędzia: * Cristiano Maranho - Anne Panther - Leandro Lezcano |
| 16 sierpnia 201614:30 | Pkt:Cruz 14 Zb:Torrens 11 As:Cruz 6 | 64:62(12:17, 17:8, 13:22, 22:15) | Pkt:Sanders 22 Zb:Sanders 10 As:Alben 6 | Carioca Arena 1, Rio de Janeiro Widzów: 6565 Sędzia: * Cristiano Maranho - Anne Panther - Leandro Lezcano |

Półfinał
| 18 sierpnia 201615:00 | Hiszpania                                             | 68:54(20:9, 13:19, 20:10, 15:16) | Serbia                                                  | Carioca Arena 1, Rio de Janeiro Widzów: 8818 Sędzia: * Damir Javor - Scott Beker - Anne Panther |
| 18 sierpnia 201615:00 | Pkt:Ndour, Torrens 14 Zb:Laura Nicholls 12 As:Palau 7 | 68:54(20:9, 13:19, 20:10, 15:16) | Pkt:Čađo, Petrović 12 Zb:Page, Petrović 7 As:Butulija 3 | Carioca Arena 1, Rio de Janeiro Widzów: 8818 Sędzia: * Damir Javor - Scott Beker - Anne Panther |

Finał
| 20 sierpnia 201615:30 | Stany Zjednoczone                                                         | 101:72(21:17, 28:15, 32:17, 20:23) | Hiszpania                                                               | Carioca Arena 1, Rio de Janeiro Widzów: 9586 Sędzia: * Eddie Viator - Piotr Pastusiak - Hwang In-tae |
| 20 sierpnia 201615:30 | Pkt:Whalen, Taurasi po 17 każda Zb:Charles, Griner po 7 każda As:Whalen 6 | 101:72(21:17, 28:15, 32:17, 20:23) | Pkt:Torrens 18 Zb:Torrens, Ndour po 5 każda As:Torrens, Cruz po 4 każda | Carioca Arena 1, Rio de Janeiro Widzów: 9586 Sędzia: * Eddie Viator - Piotr Pastusiak - Hwang In-tae |

### Lekkoatletyka
Mężczyźni
| Zawodnik            | Konkurencja                   | Eliminacje | Eliminacje | Półfinał | Półfinał | Finał   | Finał   | Źródło                  |
| Zawodnik            | Konkurencja                   | Wynik      | Miejsce    | Wynik    | Miejsce  | Wynik   | Miejsce | Źródło                  |
| ------------------- | ----------------------------- | ---------- | ---------- | -------- | -------- | ------- | ------- | ----------------------- |
| Bruno Hortelano     | bieg na 200 m                 | 20,12      | 1. Q       | 20,16    | 4.       | NQ      | NQ      | [ 152 ] [ 153 ] [ 154 ] |
| Daniel Andújar      | bieg na 800 m                 | 1:48,50    | 4.         | NQ       | NQ       | NQ      | NQ      | [ 155 ] [ 156 ] [ 157 ] |
| Álvaro de Arriba    | bieg na 800 m                 | 1:46,86    | 4.         | NQ       | NQ       | NQ      | NQ      | [ 155 ] [ 156 ] [ 157 ] |
| Kevin López         | bieg na 800 m                 | 1:53,41    | 8.         | NQ       | NQ       | NQ      | NQ      | [ 155 ] [ 156 ] [ 157 ] |
| David Bustos        | bieg na 1500 m                | 3:39,73    | 7. q       | 3:56,54  | 11. qr   | 3:51,06 | 7.      | [ 158 ] [ 159 ] [ 160 ] |
| Adel Mechaal        | bieg na 1500 m                | 1:48,41    | 9.         | NQ       | NQ       | NQ      | NQ      | [ 158 ] [ 159 ] [ 160 ] |
| Adel Mechaal        | bieg na 5000 m                | 13:34,42   | 17.        | —        | —        | NQ      | NQ      | [ 161 ] [ 162 ] [ 163 ] |
| Antonio Abadía      | bieg na 5000 m                | 14:33,20   | 22.        | —        | —        | NQ      | NQ      | [ 161 ] [ 162 ] [ 163 ] |
| Ilias Fifa          | bieg na 5000 m                | 13:30,23   | 9.         | —        | —        | NQ      | NQ      | [ 161 ] [ 162 ] [ 163 ] |
| Carles Castillejo   | maraton                       | —          | —          | —        | —        | 2:18:34 | 49.     | [ 164 ] [ 165 ] [ 166 ] |
| Jesús España        | maraton                       | —          | —          | —        | —        | 2:20:08 | 65.     | [ 164 ] [ 165 ] [ 166 ] |
| Fernando Carro      | bieg na 3000 m z przeszkodami | 8:34,45    | 10.        | —        | —        | NQ      | NQ      | [ 167 ] [ 168 ] [ 169 ] |
| Sebastián Martos    | bieg na 3000 m z przeszkodami | 8:28,44    | 5.         | —        | —        | NQ      | NQ      | [ 167 ] [ 168 ] [ 169 ] |
| Abdelaziz Merzougui | bieg na 3000 m z przeszkodami | 9:03,40    | 15.        | —        | —        | NQ      | NQ      | [ 167 ] [ 168 ] [ 169 ] |
| Yidiel Contreras    | bieg na 110 m przez płotki    | 13,62      | 5. q       | 13,54    | 6.       | NQ      | NQ      | [ 22 ] [ 23 ] [ 24 ]    |
| Orlando Ortega      | bieg na 110 m przez płotki    | 13,32      | 1. Q       | 13,32    | 1. Q     | 13,37   | 2.      | [ 22 ] [ 23 ] [ 24 ]    |
| Sérgio Fernández    | bieg na 400 m przez płotki    | 49,31      | 5. q       | 48,87    | 3.       | NQ      | NQ      | [ 170 ] [ 171 ] [ 172 ] |
| Francisco Arcilla   | chód na 20 km                 | —          | —          | —        | —        | 1:27:50 | 50.     | [ 173 ] [ 174 ] [ 175 ] |
| Álvaro Martín       | chód na 20 km                 | —          | —          | —        | —        | 1:22:11 | 22.     | [ 173 ] [ 174 ] [ 175 ] |
| Miguel Ángel López  | chód na 20 km                 | —          | —          | —        | —        | 1:20:58 | 11.     | [ 173 ] [ 174 ] [ 175 ] |
| Miguel Ángel López  | chód na 50 km                 | —          | —          | —        | —        | DNF'    | DNF'    | [ 175 ] [ 176 ] [ 177 ] |
| José Ignacio Díaz   | chód na 50 km                 | —          | —          | —        | —        | DNF'    | DNF'    | [ 175 ] [ 176 ] [ 177 ] |
| Jesús Ángel García  | chód na 50 km                 | —          | —          | —        | —        | 3:54,29 | 20.     | [ 175 ] [ 176 ] [ 177 ] |

| Zawodnik             | Konkurencja    | Eliminacje | Eliminacje | Finał    | Finał   | Źródło                  |
| Zawodnik             | Konkurencja    | Rezultat   | Miejsce    | Rezultat | Miejsce | Źródło                  |
| -------------------- | -------------- | ---------- | ---------- | -------- | ------- | ----------------------- |
| Jean Marie Okutu     | skok w dal     | 7,75       | 20.        | NQ       | NQ      | [ 178 ] [ 179 ] [ 180 ] |
| Pablo Torrijos       | trójskok       | 16,11      | 31.        | NQ       | NQ      | [ 181 ] [ 182 ] [ 183 ] |
| Carlos Tobalina      | pchnięcie kulą | 19,98      | 17.        | NQ       | NQ      | [ 184 ] [ 185 ] [ 186 ] |
| Borja Vivas          | pchnięcie kulą | 20,25      | 14.        | NQ       | NQ      | [ 184 ] [ 185 ] [ 186 ] |
| Frank Casañas        | rzut dyskiem   | 59,96      | 25.        | NQ       | NQ      | [ 187 ] [ 188 ] [ 189 ] |
| Lois Maikel Martínez | rzut dyskiem   | 59,42      | 27.        | NQ       | NQ      | [ 187 ] [ 188 ] [ 189 ] |
| Javier Cienfuegos    | rzut młotem    | 69,73      | 27.        | NQ       | NQ      | [ 190 ] [ 191 ] [ 192 ] |

Dziesięciobój
| Zawodnik     | Konkurencja | 100 m | LJ   | SP    | HJ   | 400 m | 110H  | DT    | PV   | JT    | 1500 m  | Razem | Pozycja | Źródło                  |
| ------------ | ----------- | ----- | ---- | ----- | ---- | ----- | ----- | ----- | ---- | ----- | ------- | ----- | ------- | ----------------------- |
| Pau Tonnesen | Rezultat    | 11,32 | 7,33 | 13,69 | 2,01 | 50,81 | 14,99 | 46,31 | 5,20 | 60,15 | 4:46,27 | 7982  | 17.     | [ 193 ] [ 194 ] [ 195 ] |
| Pau Tonnesen | Punkty      | 791   | 893  | 709   | 813  | 778   | 851   | 794   | 972  | 740   | 641     | 7982  | 17.     | [ 193 ] [ 194 ] [ 195 ] |

Kobiety
| Zawodniczka         | Konkurencja                   | Eliminacje | Eliminacje | Półfinał | Półfinał | Finał    | Finał   | Źródło                  |
| Zawodniczka         | Konkurencja                   | Wynik      | Miejsce    | Wynik    | Miejsce  | Wynik    | Miejsce | Źródło                  |
| ------------------- | ----------------------------- | ---------- | ---------- | -------- | -------- | -------- | ------- | ----------------------- |
| Estela García       | bieg na 200 m                 | 23,43      | 6.         | NQ       | NQ       | NQ       | NQ      | [ 196 ] [ 197 ] [ 198 ] |
| Aauri Lorena Bokesa | bieg na 400 m                 | 53,51      | 6.         | NQ       | NQ       | NQ       | NQ      | [ 199 ] [ 200 ] [ 201 ] |
| Esther Guerrero     | bieg na 800 m                 | 2:01,85    | 3.         | NQ       | NQ       | NQ       | NQ      | [ 202 ] [ 203 ] [ 204 ] |
| Trihas Gebre        | bieg na 10 000 m              | —          | —          | —        | —        | 32:09,67 | 29.     | [ 205 ] [ 206 ] [ 207 ] |
| Alessandra Aguilar  | maraton                       | —          | —          | —        | —        | DNF      | DNF     | [ 208 ] [ 209 ] [ 210 ] |
| Azucena Díaz        | maraton                       | —          | —          | —        | —        | 2:35:02  | 34.     | [ 208 ] [ 209 ] [ 210 ] |
| Estela Navascués    | maraton                       | —          | —          | —        | —        | DNF      | DNF     | [ 208 ] [ 209 ] [ 210 ] |
| Caridad Jerez       | bieg na 100 m przez płotki    | 13,26      | 6.         | NQ       | NQ       | NQ       | NQ      | [ 211 ] [ 212 ] [ 213 ] |
| Diana Martín        | bieg na 3000 m z przeszkodami | 9:44,07    | 12.        | —        | —        | NQ       | NQ      | [ 214 ] [ 215 ] [ 216 ] |
| Raquel González     | chód na 20 km                 | —          | —          | —        | —        | 1:33:03  | 20.     | [ 217 ] [ 218 ] [ 219 ] |
| Beatriz Pascual     | chód na 20 km                 | —          | —          | —        | —        | 1:30:24  | 8.      | [ 217 ] [ 218 ] [ 219 ] |
| Júlia Takács        | chód na 20 km                 | —          | —          | —        | —        | 1:35:45  | 33.     | [ 217 ] [ 218 ] [ 219 ] |

| Zawodniczka         | Konkurencja  | Eliminacje | Eliminacje | Finał    | Finał   | Źródło                  |
| Zawodniczka         | Konkurencja  | Rezultat   | Miejsce    | Rezultat | Miejsce | Źródło                  |
| ------------------- | ------------ | ---------- | ---------- | -------- | ------- | ----------------------- |
| Juliet Itoya        | skok w dal   | 6,35       | 22.        | NQ       | NQ      | [ 220 ] [ 221 ] [ 222 ] |
| María del Mar Jover | skok w dal   | 5,90       | 36.        | NQ       | NQ      | [ 220 ] [ 221 ] [ 222 ] |
| Concepción Montaner | skok w dal   | 6,32       | 24.        | NQ       | NQ      | [ 220 ] [ 221 ] [ 222 ] |
| Patricia Sarrapio   | trójskok     | 13,35      | 32.        | NQ       | NQ      | [ 223 ] [ 224 ] [ 225 ] |
| Ruth Beitia         | skok wzwyż   | 1,94       | 1. Q       | 1,97     | 1.      | [ 19 ] [ 20 ] [ 21 ]    |
| Sabina Asenjo       | rzut dyskiem | 56,94      | 23.        | NQ       | NQ      | [ 226 ] [ 227 ] [ 228 ] |

### Łucznictwo
Mężczyźni
| Zawodnik                                                        | Konkurencja   | Runda rankingowa | Runda rankingowa | 1/32             | 1/16              | 1/8              | Ćwierćfinał      | Półfinał         | Finał/BM         | Finał/BM | Źródło                  |
| Zawodnik                                                        | Konkurencja   | Punkty           | Rozstawienie     | Przeciwnik Wynik | Przeciwnik Wynik  | Przeciwnik Wynik | Przeciwnik Wynik | Przeciwnik Wynik | Przeciwnik Wynik | Pozycja  | Źródło                  |
| --------------------------------------------------------------- | ------------- | ---------------- | ---------------- | ---------------- | ----------------- | ---------------- | ---------------- | ---------------- | ---------------- | -------- | ----------------------- |
| Miguel Alvariño Garcia                                          | indywidualnie | 651              | 44.              | Daniel W 7-3-    | Lee S-y P 1-7     | NQ               | NQ               | NQ               | NQ               | 17       | [ 229 ] [ 230 ] [ 231 ] |
| Antonio Fernández                                               | indywidualnie | 657              | 35.              | Kao H-w W 7-3-   | Pasqualucci W 6-2 | Worth P 2-7      | NQ               | NQ               | NQ               | 9        | [ 229 ] [ 230 ] [ 231 ] |
| Juan Rodríguez Liebana                                          | indywidualnie | 678              | 10.              | Nor Hasrin W 6-0 | Ramaekers W 6-0   | Furukawa P 3-7   | NQ               | NQ               | NQ               | 9.       | [ 229 ] [ 230 ] [ 231 ] |
| Miguel Alvariño Garcia Antonio Fernández Juan Rodríguez Liebana | drużynowo     | 1986             | 8.               | —                | —                 | Holandia · P 1-5 | NQ               | NQ               | NQ               | 9.       | [ 232 ] [ 233 ] [ 234 ] |

Kobiety
| Zawodniczka    | Konkurencja   | Runda rankingowa | Runda rankingowa | 1/32             | 1/16             | 1/8              | Ćwierćfinał      | Półfinał         | Finał/BM         | Finał/BM | Źródło                  |
| Zawodniczka    | Konkurencja   | Punkty           | Rozstawienie     | Przeciwnik Wynik | Przeciwnik Wynik | Przeciwnik Wynik | Przeciwnik Wynik | Przeciwnik Wynik | Przeciwnik Wynik | Pozycja  | Źródło                  |
| -------------- | ------------- | ---------------- | ---------------- | ---------------- | ---------------- | ---------------- | ---------------- | ---------------- | ---------------- | -------- | ----------------------- |
| Adriana Martín | indywidualnie | 630              | 32.              | Le C-y P 2-6     | NQ               | NQ               | NQ               | NQ               | NQ               | 33       | [ 235 ] [ 236 ] [ 237 ] |

### Piłka ręczna

#### Turniej kobiet
- Reprezentacja kobiet

Trener: Jorge Dueñas
| - Macarena Aguilar - Nely Carla Alberto - Alexandrina Barbosa - Elisabeth Chávez - Naiara Egozkue Extremado - Patricia Elorza - Lara González |  | - Marta López Herrero - Marta Mangué - Carmen Martín - Silvia Navarro - Nerea Pena - Elisabeth Pinedo - Darly Zoqbi De Paula |

Źródło:
Grupa A
| Lp. | Drużyna    | M | Mecze | Mecze | Mecze | Bramki | Bramki | Bramki | Pkt |
| Lp. | Drużyna    | M | W     | R     | P     | +      | −      | +/−    | Pkt |
| --- | ---------- | - | ----- | ----- | ----- | ------ | ------ | ------ | --- |
| 1.  | Brazylia   | 5 | 4     | 0     | 1     | 138    | 117    | +21    | 8   |
| 2.  | Norwegia   | 5 | 4     | 0     | 1     | 141    | 121    | +20    | 8   |
| 3.  | Hiszpania  | 5 | 3     | 0     | 2     | 125    | 116    | +9     | 6   |
| 4.  | Angola     | 5 | 2     | 0     | 3     | 116    | 128    | −12    | 4   |
| 5.  | Rumunia    | 5 | 2     | 0     | 3     | 108    | 119    | −11    | 4   |
| 6.  | Czarnogóra | 5 | 0     | 0     | 5     | 107    | 134    | −27    | 0   |

| 6 sierpnia 201616:40 | Czarnogóra           | 19:25(10:14) | Hiszpania            | Arena do Futuro, Rio de Janeiro Widzów: 8115 Sędzia: Bonaventura, Bonaventura |
| 6 sierpnia 201616:40 | Katarina Bulatović 5 | 19:25(10:14) | cztery zawodniczki 4 | Arena do Futuro, Rio de Janeiro Widzów: 8115 Sędzia: Bonaventura, Bonaventura |
| 6 sierpnia 201616:40 | 4× · 2×              | 19:25(10:14) | 1× · 3×              | Arena do Futuro, Rio de Janeiro Widzów: 8115 Sędzia: Bonaventura, Bonaventura |

| 8 sierpnia 201614:40 | Hiszpania            | 24:27(10:11) | Norwegia               | Arena do Futuro, Rio de Janeiro Sędzia: Geipel, Helbig |
| 8 sierpnia 201614:40 | Alexandrina Cabral 5 | 24:27(10:11) | Veronica Kristiansen 7 | Arena do Futuro, Rio de Janeiro Sędzia: Geipel, Helbig |
| 8 sierpnia 201614:40 | 3× · 2×              | 24:27(10:11) | 7× · 4× · 1×           | Arena do Futuro, Rio de Janeiro Sędzia: Geipel, Helbig |

| 10 sierpnia 20169:30 | Brazylia            | 24:29(12:15) | Hiszpania    | Arena do Futuro, Rio de Janeiro Sędzia: Koo, Lee |
| 10 sierpnia 20169:30 | Fernando da Silva 7 | 24:29(12:15) | Nerea Pena 8 | Arena do Futuro, Rio de Janeiro Sędzia: Koo, Lee |
| 10 sierpnia 20169:30 | 5× · 3×             | 24:29(12:15) | 8× · 4×      | Arena do Futuro, Rio de Janeiro Sędzia: Koo, Lee |

| 12 sierpnia 201614:40 | Rumunia          | 24:21(13:11) | Hiszpania          | Arena do Futuro, Rio de Janeiro Sędzia: Bonaventura, Bonaventura |
| 12 sierpnia 201614:40 | Cristina Neagu 9 | 24:21(13:11) | trzy zawodniczki 4 | Arena do Futuro, Rio de Janeiro Sędzia: Bonaventura, Bonaventura |
| 12 sierpnia 201614:40 | 2× · 2×          | 24:21(13:11) | 1× · 3×            | Arena do Futuro, Rio de Janeiro Sędzia: Bonaventura, Bonaventura |

| 14 sierpnia 201619:50 | Hiszpania            | 26:22(13:12) | Angola          | Arena do Futuro, Rio de Janeiro Sędzia: Pinto, Menezes |
| 14 sierpnia 201619:50 | Alexandrina Cabral 7 | 26:22(13:12) | Isabel Guialo 6 | Arena do Futuro, Rio de Janeiro Sędzia: Pinto, Menezes |
| 14 sierpnia 201619:50 | 5× · 4×              | 26:22(13:12) | 8× · 3× · 1×    | Arena do Futuro, Rio de Janeiro Sędzia: Pinto, Menezes |

Ćwierćfinał
| 16 sierpnia 201613:30 | Hiszpania     | 26:27 (pd.)(12:5, 23:23) | Francja               | Arena do Futuro, Rio de Janeiro Sędzia: Alpaidze, Berezkina |
| 16 sierpnia 201613:30 | Nerea Pena 13 | 26:27 (pd.)(12:5, 23:23) | Alexandra Lacrabère 7 | Arena do Futuro, Rio de Janeiro Sędzia: Alpaidze, Berezkina |
| 16 sierpnia 201613:30 | 8× · 4× · 1×  | 26:27 (pd.)(12:5, 23:23) | 2× · 2×               | Arena do Futuro, Rio de Janeiro Sędzia: Alpaidze, Berezkina |

### Piłka wodna

#### Turniej mężczyzn
- Reprezentacja mężczyzn

Trener: Gabriel Hernández
| - Iñaki Aguilar - Alberto Munarriz - Ricard Alarcón - Marc Roca - Guillermo Molina (k) - Marc Minguell - Balázs Szirányi |  | - Albert Español - Roger Tahull - Francisco Fernández - Blai Mallarach - Gonzalo Echenique - Daniel López |

Grupa B
| Lp. | Drużyna           | M | Mecze | Mecze | Mecze | Bramki | Bramki | Bramki | Pkt |
| Lp. | Drużyna           | M | W     | R     | P     | +      | −      | +/−    | Pkt |
| --- | ----------------- | - | ----- | ----- | ----- | ------ | ------ | ------ | --- |
| 1.  | Hiszpania         | 5 | 3     | 1     | 1     | 46     | 35     | +11    | 7   |
| 2.  | Chorwacja         | 5 | 3     | 0     | 2     | 37     | 37     | 0      | 6   |
| 3.  | Włochy            | 5 | 3     | 0     | 2     | 40     | 41     | −1     | 6   |
| 4.  | Czarnogóra        | 5 | 2     | 1     | 2     | 36     | 32     | +4     | 5   |
| 5.  | Stany Zjednoczone | 5 | 2     | 0     | 3     | 35     | 35     | 0      | 4   |
| 6.  | Francja           | 5 | 1     | 0     | 4     | 28     | 42     | −14    | 2   |

| 6 sierpnia 201611:40 | Hiszpania | 8:9(3:2, 2:1, 1:2, 2:4) | Włochy                     | Centro Aquático Maria Lenk, Rio de Janeiro Sędzia: Vojin Putniković Georgios Stavridis |
| 6 sierpnia 201611:40 | Molina 4  | 8:9(3:2, 2:1, 1:2, 2:4) | Figlioli, Ch. Presciutti 3 | Centro Aquático Maria Lenk, Rio de Janeiro Sędzia: Vojin Putniković Georgios Stavridis |

| 8 sierpnia 201611:40 | Stany Zjednoczone | 9:10(2:4, 3:1, 2:3, 2:2) | Hiszpania           | Centro Aquático Maria Lenk, Rio de Janeiro Sędzia: Adrian Alexandrescu Péter Molnár |
| 8 sierpnia 201611:40 | Bret Bonanni 4    | 9:10(2:4, 3:1, 2:3, 2:2) | Gonzalo Echenqiue 3 | Centro Aquático Maria Lenk, Rio de Janeiro Sędzia: Adrian Alexandrescu Péter Molnár |

| 10 sierpnia 201620:50 | Hiszpania   | 9:4(2:0, 2:1, 1:2, 4:1) | Chorwacja                | Centro Aquático Maria Lenk, Rio de Janeiro Sędzia: Boris Margeta Radosław Koryzna |
| 10 sierpnia 201620:50 | Echenique 4 | 9:4(2:0, 2:1, 1:2, 4:1) | czterech zawodników po 1 | Centro Aquático Maria Lenk, Rio de Janeiro Sędzia: Boris Margeta Radosław Koryzna |

| 12 sierpnia 201620:50 | Hiszpania   | 10:4(3:1, 3:0, 1:1, 3:2) | Francja      | Centro Aquático Maria Lenk, Rio de Janeiro Sędzia: Fabio Toffoli Péter Molnár |
| 12 sierpnia 201620:50 | Echenique 3 | 10:4(3:1, 3:0, 1:1, 3:2) | Crousillat 2 | Centro Aquático Maria Lenk, Rio de Janeiro Sędzia: Fabio Toffoli Péter Molnár |

| 14 sierpnia 201612:50 | Czarnogóra             | 9:9(2:2, 3:2, 2:4, 2:1) | Hiszpania | Centro Aquático Maria Lenk, Rio de Janeiro Sędzia: Sergiej Naumow Radosław Koryzna |
| 14 sierpnia 201612:50 | trzech zawodników po 2 | 9:9(2:2, 3:2, 2:4, 2:1) | Molina 2  | Centro Aquático Maria Lenk, Rio de Janeiro Sędzia: Sergiej Naumow Radosław Koryzna |

Ćwierćfinał
| 16 sierpnia 201612:20 | Serbia   | 10:7(3:1, 4:2, 0:2, 3:2) | Hiszpania | Centro Aquático Maria Lenk, Rio de Janeiro Sędzia: Radosław Koryzna Daniel Flahive |
| 16 sierpnia 201612:20 | Mandić 4 | 10:7(3:1, 4:2, 0:2, 3:2) | Molina 3  | Centro Aquático Maria Lenk, Rio de Janeiro Sędzia: Radosław Koryzna Daniel Flahive |

#### Turniej kobiet
- Reprezentacja kobiet

Trener: Miguel Ángel Oca
| - Laura Ester - Marta Bach - Anna Espar - Beatriz Ortiz - Matilde Ortiz - Paula Leitón - Clara Espar |  | - Pilar Peña Carrasco - Judith Forca - Roser Tarragó - Maica García Godoy - Laura López - Patricia Herrera |

Grupa B
| Lp. | Drużyna           | M | Mecze | Mecze | Mecze | Bramki | Bramki | Bramki | Pkt |
| Lp. | Drużyna           | M | W     | R     | P     | +      | −      | +/−    | Pkt |
| --- | ----------------- | - | ----- | ----- | ----- | ------ | ------ | ------ | --- |
| 1.  | Stany Zjednoczone | 3 | 3     | 0     | 0     | 34     | 14     | +20    | 6   |
| 2.  | Hiszpania         | 3 | 2     | 0     | 1     | 27     | 29     | −2     | 4   |
| 3.  | Węgry             | 3 | 1     | 0     | 2     | 29     | 33     | −4     | 2   |
| 4.  | Chiny             | 3 | 0     | 0     | 3     | 23     | 37     | −14    | 0   |

| 9 sierpnia 201611:40 | Hiszpania      | 4:11(1:4, 1:3, 2:2, 0:2) | Stany Zjednoczone     | Centro Aquático Maria Lenk, Rio de Janeiro Sędzia: Daniel Flahive Filippo Gomez |
| 9 sierpnia 201611:40 | García Godoy 2 | 4:11(1:4, 1:3, 2:2, 0:2) | trzy zawodniczki po 2 | Centro Aquático Maria Lenk, Rio de Janeiro Sędzia: Daniel Flahive Filippo Gomez |

| 11 sierpnia 201613:00 | Hiszpania          | 11:10(2:2, 4:4, 4:1, 1:3) | Węgry           | Centro Aquático Maria Lenk, Rio de Janeiro Sędzia: Marie-Claude Deslières Vojin Putniković |
| 11 sierpnia 201613:00 | pięć zawodniczek 2 | 11:10(2:2, 4:4, 4:1, 1:3) | Barbara Bujka 5 | Centro Aquático Maria Lenk, Rio de Janeiro Sędzia: Marie-Claude Deslières Vojin Putniković |

| 13 sierpnia 201609:00 | Chiny        | 8:12(2:3, 4:4, 1:2, 1:3) | Hiszpania     | Centro Aquático Maria Lenk, Rio de Janeiro Sędzia: Boris Margeta German Moller |
| 13 sierpnia 201609:00 | Zhang Cong 3 | 8:12(2:3, 4:4, 1:2, 1:3) | Laura López 4 | Centro Aquático Maria Lenk, Rio de Janeiro Sędzia: Boris Margeta German Moller |

Ćwierćfinał
| 15 sierpnia 201618:20 | Rosja       | 12:10(2:3, 3:2, 5:3, 2:2) | Hiszpania        | Centro Aquático Maria Lenk, Rio de Janeiro Sędzia: Marie-Claude Deslières Nenad Peris |
| 15 sierpnia 201618:20 | Fiedotowa 4 | 12:10(2:3, 3:2, 5:3, 2:2) | López, Tarragó 3 | Centro Aquático Maria Lenk, Rio de Janeiro Sędzia: Marie-Claude Deslières Nenad Peris |

Mecze o miejsca 5. – 8.
| 17 sierpnia 201615:10 | Hiszpania             | 11:6(2:2, 2:0, 4:2, 3:2) | Chiny | Centro Aquático Maria Lenk, Rio de Janeiro Sędzia: Radosław Koryzna Fabio Toffoli |
| 17 sierpnia 201615:10 | pięć zawodniczek po 2 | 11:6(2:2, 2:0, 4:2, 3:2) | Ma 2  | Centro Aquático Maria Lenk, Rio de Janeiro Sędzia: Radosław Koryzna Fabio Toffoli |

Mecz o 5. miejsce
| 19 sierpnia 201614:10 | Australia  | 10:12(5:4, 2:3, 1:3, 2:2) | Hiszpania | Centro Aquático Maria Lenk, Rio de Janeiro Sędzia: Marie-Claude Deslières Siergiej Naumow |
| 19 sierpnia 201614:10 | Buckling 3 | 10:12(5:4, 2:3, 1:3, 2:2) | Tarragó 7 | Centro Aquático Maria Lenk, Rio de Janeiro Sędzia: Marie-Claude Deslières Siergiej Naumow |

### Pływanie
Mężczyźni
| Zawodnik                                                                 | Konkurencja                        | Eliminacje | Eliminacje | Półfinał | Półfinał | Finał   | Finał   | Źródło                  |
| Zawodnik                                                                 | Konkurencja                        | Czas       | Miejsce    | Czas     | Miejsce  | Czas    | Miejsce | Źródło                  |
| ------------------------------------------------------------------------ | ---------------------------------- | ---------- | ---------- | -------- | -------- | ------- | ------- | ----------------------- |
| Miguel Durán                                                             | 400 m stylem dowolnym              | 3:53,40    | 37.        | NQ       | NQ       | NQ      | NQ      | [ 253 ] [ 254 ] [ 255 ] |
| Antonio Arroyo                                                           | 1500 m stylem dowolnym             | 15:12,61   | 26.        | —        | —        | NQ      | NQ      | [ 256 ] [ 257 ] [ 258 ] |
| Marc Sánchez                                                             | 1500 m stylem dowolnym             | 15:11,38   | 24.        | —        | —        | NQ      | NQ      | [ 256 ] [ 257 ] [ 258 ] |
| Hugo González                                                            | 100 m stylem grzbietowym           | 54,18      | 20.        | NQ       | NQ       | NQ      | NQ      | [ 259 ] [ 260 ] [ 261 ] |
| Hugo González                                                            | 200 m stylem grzbietowym           | 1:57,50    | 14. Q      | 1:59,08  | 16.      | NQ      | NQ      | [ 262 ] [ 263 ] [ 264 ] |
| Carlos Peralta                                                           | 200 m stylem motylkowym            | 1:56,98    | 21.        | NQ       | NQ       | NQ      | NQ      | [ 265 ] [ 266 ]         |
| Eduardo Solaeche                                                         | 200 m stylem zmiennym              | 1:59,67    | =12. Q     | 2:00,47  | 15.      | NQ      | NQ      | [ 267 ] [ 268 ]         |
| Joan Lluís Pons                                                          | 400 m stylem zmiennym              | 4:13,55    | 8. Q       | —        | —        | 4:16,58 | 8.      | [ 269 ] [ 270 ] [ 271 ] |
| Markel Alberdi Aitor Martínez Bruno Ortiz-Cañavate Miguel Ortiz-Cañavate | sztafeta 4 × 100 m stylem dowolnym | 3:16,71    | 14.        | —        | —        | NQ      | NQ      | [ 272 ] [ 273 ] [ 274 ] |
| Miguel Durán Víctor Martín Albert Puig Marc Sánchez                      | sztafeta 4 × 200 m stylem dowolnym | 7:12,62    | 12.        | —        | —        | NQ      | NQ      | [ 275 ] [ 276 ]         |

Kobiety
| Zawodniczka                                                  | Konkurencja                        | Eliminacje | Eliminacje | Półfinał | Półfinał | Finał     | Finał   | Źródło                  |
| Zawodniczka                                                  | Konkurencja                        | Czas       | Miejsce    | Czas     | Miejsce  | Czas      | Miejsce | Źródło                  |
| ------------------------------------------------------------ | ---------------------------------- | ---------- | ---------- | -------- | -------- | --------- | ------- | ----------------------- |
| Patricia Castro                                              | 200 m stylem dowolnym              | 2:00,71    | 35.        | NQ       | NQ       | NQ        | NQ      | [ 277 ] [ 278 ] [ 279 ] |
| Melani Costa                                                 | 200 m stylem dowolnym              | 1:58,19    | 19.        | NQ       | NQ       | NQ        | NQ      | [ 277 ] [ 278 ] [ 279 ] |
| Melani Costa                                                 | 400 m stylem dowolnym              | 4:08,96    | 17.        | —        | —        | NQ        | NQ      | [ 280 ] [ 281 ] [ 282 ] |
| Mireia Belmonte                                              | 400 m stylem dowolnym              | 4:08,12    | 15.        | —        | —        | NQ        | NQ      | [ 280 ] [ 281 ] [ 282 ] |
| Mireia Belmonte                                              | 800 m stylem dowolnym              | 8:25,55    | 8. Q       | —        | —        | 8:18,55   | 4.      | [ 283 ] [ 284 ] [ 285 ] |
| María Vilas                                                  | 800 m stylem dowolnym              | 8:36,43    | 19.        | —        | —        | NQ        | NQ      | [ 283 ] [ 284 ] [ 285 ] |
| Duane Da Rocha                                               | 100 m stylem grzbietowym           | 1:00,87    | 15. Q      | 1:00,85  | 15.      | NQ        | NQ      | [ 286 ] [ 287 ] [ 288 ] |
| Duane Da Rocha                                               | 200 m stylem grzbietowym           | 2:11,17    | 19.        | NQ       | NQ       | NQ        | NQ      | [ 289 ] [ 290 ] [ 291 ] |
| África Zamorano                                              | 200 m stylem grzbietowym           | 2:13,74    | 25.        | NQ       | NQ       | NQ        | NQ      | [ 289 ] [ 290 ] [ 291 ] |
| Jessica Vall                                                 | 100 m stylem klasycznym            | 1:07,07    | 14. Q      | 1:07,55  | 16.      | NQ        | NQ      | [ 292 ] [ 293 ] [ 294 ] |
| Jessica Vall                                                 | 200 m stylem klasycznym            | 2:24,55    | 11. Q      | 2:24,22  | 10.      | NQ        | NQ      | [ 295 ] [ 296 ] [ 297 ] |
| Judit Ignacio                                                | 100 m stylem motylkowym            | 59,61      | 30.        | NQ       | NQ       | NQ        | NQ      | [ 298 ] [ 299 ] [ 300 ] |
| Judit Ignacio                                                | 200 m stylem motylkowym            | 2:09,82    | 20.        | NQ       | NQ       | NQ        | NQ      | [ 3 ] [ 4 ] [ 5 ]       |
| África Zamorano                                              | 200 m stylem zmiennym              | 2:14,87    | 24.        | NQ       | NQ       | NQ        | NQ      | [ 301 ] [ 302 ]         |
| Mireia Belmonte                                              | 200 m stylem zmiennym              | 2:12,58    | 15. Q      | 2:13,33  | 16.      | NQ        | NQ      | [ 301 ] [ 302 ]         |
| Mireia Belmonte                                              | 400 m stylem zmiennym              | 4:32,75    | 2. Q       | —        | —        | 4:32,39   | 3.      | [ 33 ] [ 34 ] [ 35 ]    |
| María Vilas                                                  | 400 m stylem zmiennym              | 4:42,52    | 19.        | —        | —        | NQ        | NQ      | [ 33 ] [ 34 ] [ 35 ]    |
| Patricia Castro Melani Costa Fátima Gallardo Marta González  | sztafeta 4 × 100 m stylem dowolnym | 3:40,46    | 13.        | —        | —        | NQ        | NQ      | [ 272 ] [ 273 ] [ 303 ] |
| Patricia Castro Melani Costa Fátima Gallardo África Zamorano | sztafeta 4 × 200 m stylem dowolnym | 8:03,74    | 16.        | —        | —        | NQ        | NQ      | [ 275 ] [ 276 ]         |
| Erika Villaécija                                             | 10 km                              | —          | —          | —        | —        | 1:59:04,8 | 17.     | [ 304 ] [ 305 ]         |

### Pływanie synchroniczne
| Zawodniczki                 | Konkurencja | Eliminacje       | Eliminacje       | Eliminacje    | Eliminacje    | Eliminacje | Eliminacje | Finał   | Finał   | Źródło          |
| Zawodniczki                 | Konkurencja | Runda techniczna | Runda techniczna | Runda dowolna | Runda dowolna | Razem      | Razem      | Finał   | Finał   | Źródło          |
| Zawodniczki                 | Konkurencja | Punkty           | Miejsce          | Punkty        | Miejsce       | Punkty     | Miejsce    | Punkty  | Miejsce | Źródło          |
| --------------------------- | ----------- | ---------------- | ---------------- | ------------- | ------------- | ---------- | ---------- | ------- | ------- | --------------- |
| Ona Carbonell Gemma Mengual | duety       | 92.5024          | 5.               | 96.7667       | 4.            | 186.2691   | 5. Q       | 94.1333 | 5.      | [ 306 ] [ 307 ] |

### Podnoszenie ciężarów
Mężczyźni
| Zawodnik      | Konkurencja | Rwanie | Rwanie  | Podrzut | Podrzut | Razem  | Pozycja | Źródło                 |
| Zawodnik      | Konkurencja | Wynik  | Pozycja | Wynik   | Pozycja | Razem  | Pozycja | Źródło                 |
| ------------- | ----------- | ------ | ------- | ------- | ------- | ------ | ------- | ---------------------- |
| Josué Brachi  | 56 kg       | 120 kg | DNF     | –       | –       | –      | DNF     | [ 36 ] [ 308 ] [ 309 ] |
| David Sánchez | 69 kg       | 142 kg | 12.     | 175 kg  | 15.     | 317 kg | 10.     | [ 36 ] [ 310 ] [ 311 ] |
| Andrés Mata   | 77 kg       | 153 kg | 8.      | 190 kg  | 7.      | 343 kg | 7.      | [ 36 ] [ 312 ] [ 313 ] |

Kobiety
| Zawodniczka    | Konkurencja | Rwanie | Rwanie  | Podrzut | Podrzut | Razem  | Pozycja | Źródło               |
| Zawodniczka    | Konkurencja | Wynik  | Pozycja | Wynik   | Pozycja | Razem  | Pozycja | Źródło               |
| -------------- | ----------- | ------ | ------- | ------- | ------- | ------ | ------- | -------------------- |
| Lidia Valentín | 75 kg       | 116 kg | 2.      | 141 kg  | 3.      | 257 kg | 3.      | [ 36 ] [ 37 ] [ 38 ] |

### Rugby 7

#### Turniej mężczyzn
- Reprezentacja mężczyzn

Trener: José Ignacio Incháusti
| - Javier Carrión - Pablo Feijoo - Igor Genua - Francisco Hernández - Ángel López - Joan Losada |  | - Ignacio Martín - Pol Pla - Marcos Poggi - César Sempere - Matías Tudela - Iñaki Villanueva |

Źródło:.
Grupa B
| Zespół            | M | Z | R | P | PZ | PS | P +/- | Pkt |
| ----------------- | - | - | - | - | -- | -- | ----- | --- |
| Południowa Afryka | 3 | 2 | 0 | 1 | 55 | 12 | +43   | 7   |
| Francja           | 3 | 2 | 0 | 1 | 57 | 45 | +1    | 7   |
| Australia         | 3 | 2 | 0 | 1 | 52 | 48 | +4    | 7   |
| Hiszpania         | 3 | 0 | 0 | 3 | 17 | 76 | -59   | 3   |

| 9 sierpnia 201611:30 | Południowa Afryka | 24:0 | Hiszpania | Deodoro Stadium, Rio de Janeiro |
| 9 sierpnia 201611:30 |                   | 24:0 |           | Deodoro Stadium, Rio de Janeiro |

| 9 sierpnia 201616:00 | Australia | 26:12 | Hiszpania | Deodoro Stadium, Rio de Janeiro |
| 9 sierpnia 201616:00 |           | 26:12 |           | Deodoro Stadium, Rio de Janeiro |

| 10 sierpnia 201611:00 | Francja | 26:5 | Hiszpania | Deodoro Stadium, Rio de Janeiro |
| 10 sierpnia 201611:00 |         | 26:5 |           | Deodoro Stadium, Rio de Janeiro |

Mecz o miejsca 9. – 12.
| 10 sierpnia 201616:30 | Hiszpania | 14:12 | Kenia | Deodoro Stadium, Rio de Janeiro |
| 10 sierpnia 201616:30 |           | 14:12 |       | Deodoro Stadium, Rio de Janeiro |

Mecz o 9. miejsce
| 11 sierpnia 201613:00 | Stany Zjednoczone | 24:12 | Hiszpania | Deodoro Stadium, Rio de Janeiro |
| 11 sierpnia 201613:00 |                   | 24:12 |           | Deodoro Stadium, Rio de Janeiro |

#### Turniej kobiet
- Reprezentacja kobiet

Trener: José Antonio Barrio
| - Patricia García - Bárbara Pla - María Casado - Vanesa Rial - Iera Echebarria - Berta García |  | - Paula Medín - Ángela del Pan - Marina Bravo - Elisabet Martínez (k) - Amaia Erbina - María Ribera |

Źródło:.
Grupa B
| 6 sierpnia 201611:00 | Francja | 24:7 | Hiszpania | Deodoro Stadium, Rio de Janeiro |
| 6 sierpnia 201611:00 |         | 24:7 |           | Deodoro Stadium, Rio de Janeiro |

| 6 sierpnia 201616:30 | Nowa Zelandia | 31:5 | Hiszpania | Deodoro Stadium, Rio de Janeiro |
| 6 sierpnia 201616:30 |               | 31:5 |           | Deodoro Stadium, Rio de Janeiro |

| 7 sierpnia 201611:00 | Hiszpania | 19:10 | Kenia | Deodoro Stadium, Rio de Janeiro |
| 7 sierpnia 201611:00 |           | 19:10 |       | Deodoro Stadium, Rio de Janeiro |

Ćwierćfinał
| 7 sierpnia 201616:00 | Australia | 24:0 | Hiszpania | Deodoro Stadium, Rio de Janeiro |
| 7 sierpnia 201616:00 |           | 24:0 |           | Deodoro Stadium, Rio de Janeiro |

### Siatkówka

#### Siatkówka plażowa
| Zawodnicy                        | Konkurencja | Faza grupowa | Faza grupowa | 1/8 finału                             | Ćwierćfinał       | Półfinał          | Finał/BM          | Pozycja | Źródło                  |
| Zawodnicy                        | Konkurencja | Przeciwnicy Wynik | Pozycja      | Przeciwnicy Wynik                      | Przeciwnicy Wynik | Przeciwnicy Wynik | Przeciwnicy Wynik | Pozycja | Źródło                  |
| -------------------------------- | ----------- | --- | ------------ | -------------------------------------- | ----------------- | ----------------- | ----------------- | ------- | ----------------------- |
| Adrián Gavira Pablo Herrera      | mężczyźni   | Grupa F Huber / Seidl W 2:1 (14:21, 21:17, 15:13) Pereira / Younousse W 2:1 (21:13, 18:21, 12:15) Gibb / Patterson W 2:1 (21:19, 16:21, 15:7) | 1. Q         | Cerutti / Schmidt P 0:2 (22:24, 13:21) | NQ                | NQ                | NQ                | 9.      | [ 335 ] [ 336 ]         |
| Elsa Baquerizo Liliana Fernández | kobiety     | Grupa B Gallay / Klug W 2:0 21:11, 21:19) Hermannová / Sluková W 2:0 (21:15, 21:19) Bednarczuk / Seixas W 2:0 (21:17, 22:20)                  | 1. Q         | Birłowa / Ukołowa P 0:2 (21:23, 22:24) | NQ                | NQ                | NQ                | 9.      | [ 337 ] [ 338 ] [ 339 ] |

### Strzelectwo
Mężczyźni
| Zawodnik          | Konkurencja                   | Kwalifikacje | Kwalifikacje | Półfinał | Półfinał | Finał  | Finał   | Źródło                  |
| Zawodnik          | Konkurencja                   | Punkty       | Miejsce      | Punkty   | Miejsce  | Punkty | Miejsce | Źródło                  |
| ----------------- | ----------------------------- | ------------ | ------------ | -------- | -------- | ------ | ------- | ----------------------- |
| Pablo Carrera     | pistolet pneumatyczny, 10 m   | 579          | 10.          | —        | —        | NQ     | NQ      | [ 340 ] [ 341 ] [ 342 ] |
| Pablo Carrera     | pistolet dowolny, 50 m        | 555          | 9.           | —        | —        | NQ     | NQ      | [ 343 ] [ 344 ] [ 345 ] |
| Jorge Llames      | pistolet szybkostrzelny, 25 m | 577          | 14.          | n\a      | n\a      | NQ     | NQ      | [ 346 ] [ 347 ] [ 348 ] |
| Jorge Díaz        | karabin pneumatyczny, 10 m    | 620,9        | 27.          | —        | —        | NQ     | NQ      | [ 349 ] [ 350 ] [ 351 ] |
| Alberto Fernández | trap                          | 115          | 17.          | NQ       | NQ       | NQ     | NQ      | [ 352 ] [ 353 ] [ 354 ] |

Kobiety
| Zawodniczka    | Konkurencja                 | Kwalifikacje | Kwalifikacje | Półfinał | Półfinał | Finał   | Finał   | Źródło                  |
| Zawodniczka    | Konkurencja                 | Punkty       | Miejsce      | Punkty   | Miejsce  | Punkty  | Miejsce | Źródło                  |
| -------------- | --------------------------- | ------------ | ------------ | -------- | -------- | ------- | ------- | ----------------------- |
| Sonia Franquet | pistolet pneumatyczny, 10 m | 384          | 8. Q         | —        | —        | 116,5   | 6.      | [ 355 ] [ 356 ] [ 357 ] |
| Sonia Franquet | pistolet sportowy, 25 m     | 564          | 35.          | NQ       | NQ       | NQ      | NQ      | [ 358 ] [ 359 ] [ 360 ] |
| Fátima Gálvez  | trap                        | 69           | 3. Q         | 12       | 4. q     | 13 (+0) | 4.      | [ 361 ] [ 362 ] [ 363 ] |

### Taekwondo
Mężczyźni
| Zawodnik      | Konkurencja | 1/8              | Ćwierćfinał      | Półfinał         | Repasaż          | Finał/BM         | Finał/BM | Źródło                  |
| Zawodnik      | Konkurencja | Przeciwnik Wynik | Przeciwnik Wynik | Przeciwnik Wynik | Przeciwnik Wynik | Przeciwnik Wynik | Pozycja  | Źródło                  |
| ------------- | ----------- | ---------------- | ---------------- | ---------------- | ---------------- | ---------------- | -------- | ----------------------- |
| Jesús Tortosa | - 58 kg     | Zhao P 3-7       | NQ               | NQ               | Hajjami W 4-1    | Pié P 5-6        | 5.       | [ 364 ] [ 365 ] [ 366 ] |
| Joel González | - 68 kg     | Grgić W 4-3      | Temüüjin W 7-4   | Abughaush P 7-12 | BYE              | Contreras W 7-3  | 3.       | [ 25 ] [ 26 ] [ 27 ]    |

Kobiety
| Zawodniczka     | Konkurencja | 1/8                 | Ćwierćfinał         | Półfinał            | Repasaż             | Finał/BM            | Finał/BM | Źródło               |
| Zawodniczka     | Konkurencja | Przeciwniczka Wynik | Przeciwniczka Wynik | Przeciwniczka Wynik | Przeciwniczka Wynik | Przeciwniczka Wynik | Pozycja  | Źródło               |
| --------------- | ----------- | ------------------- | ------------------- | ------------------- | ------------------- | ------------------- | -------- | -------------------- |
| Eva Calvo Gómez | - 57 kg     | Harnsujin W 6-5     | Alizadeh W 8-7      | Wahba W 1-0         | —                   | Jones P 7-16        | 2.       | [ 39 ] [ 40 ] [ 41 ] |

### Tenis stołowy
Mężczyźni
| Zawodnik  | Konkurencja | Eliminacje       | Runda 1          | Runda 2          | Runda 3          | Runda 4          | Ćwierćfinały     | Półfinały        | Finał/BM         | Finał/BM | Źródło                  |
| Zawodnik  | Konkurencja | Przeciwnik Wynik | Przeciwnik Wynik | Przeciwnik Wynik | Przeciwnik Wynik | Przeciwnik Wynik | Przeciwnik Wynik | Przeciwnik Wynik | Przeciwnik Wynik | Pozycja  | Źródło                  |
| --------- | ----------- | ---------------- | ---------------- | ---------------- | ---------------- | ---------------- | ---------------- | ---------------- | ---------------- | -------- | ----------------------- |
| He Zhiwen | singel      | BYE              | Feng W 4-2       | Chen C-a P 2-4   | NQ               | NQ               | NQ               | NQ               | NQ               | NQ       | [ 367 ] [ 368 ] [ 369 ] |

Kobiety
| Zawodniczka  | Konkurencja | Eliminacje          | Runda 1             | Runda 2             | Runda 3             | Runda 4             | Ćwierćfinały        | Półfinały           | Finał/BM            | Finał/BM | Źródło                  |
| Zawodniczka  | Konkurencja | Przeciwniczka Wynik | Przeciwniczka Wynik | Przeciwniczka Wynik | Przeciwniczka Wynik | Przeciwniczka Wynik | Przeciwniczka Wynik | Przeciwniczka Wynik | Przeciwniczka Wynik | Pozycja  | Źródło                  |
| ------------ | ----------- | ------------------- | ------------------- | ------------------- | ------------------- | ------------------- | ------------------- | ------------------- | ------------------- | -------- | ----------------------- |
| Galia Dvorak | singel      | BYE                 | Han P 2-4           | NQ                  | NQ                  | NQ                  | NQ                  | NQ                  | NQ                  | NQ       | [ 370 ] [ 371 ] [ 372 ] |
| Shen Yanfei  | singel      | BYE                 | BYE                 | Ni P 3-4            | NQ                  | NQ                  | NQ                  | NQ                  | NQ                  | NQ       | [ 370 ] [ 371 ] [ 372 ] |

### Tenis ziemny
Mężczyźni
| Zawodnik                           | Konkurencja    | 1/32                     | 1/16                      | 1/8                                | Ćwierćfinał              | Półfinał                     | Finał/BM                     | Finał/BM | Źródło                  |
| Zawodnik                           | Konkurencja    | Przeciwnik Wynik         | Przeciwnik Wynik          | Przeciwnik Wynik                   | Przeciwnik Wynik         | Przeciwnik Wynik             | Przeciwnik Wynik             | Pozycja  | Źródło                  |
| ---------------------------------- | -------------- | ------------------------ | ------------------------- | ---------------------------------- | ------------------------ | ---------------------------- | ---------------------------- | -------- | ----------------------- |
| Roberto Bautista-Agut              | gra pojedyncza | Kuzniecow W 6:74, 6:2, k | Lorenzi W 7:62, 6:2       | Müller W 6:4, 7:64                 | del Potro P 5:7, 6:74    | NQ                           | NQ                           | NQ       | [ 373 ] [ 374 ] [ 375 ] |
| David Ferrer                       | gra pojedyncza | Istomin W 6:2, 6:1       | Donskoj P 6:3, 61:7, 5:7  | NQ                                 | NQ                       | NQ                           | NQ                           | NQ       | [ 373 ] [ 374 ] [ 375 ] |
| Rafael Nadal                       | gra pojedyncza | Delbonis W 6:2, 6:1      | Seppi W 6:3, 6:3          | Simon W 7:65, 6:3                  | Delbonis W 2:6, 6:4, 6:2 | del Potro P 7:5, 4:6, 657    | Nishikori P 72:6, 7:61, 3:6  | 4.       | [ 373 ] [ 374 ] [ 375 ] |
| Albert Ramos-Viñolas               | gra pojedyncza | Nishikori P 2:6, 4:6     | NQ                        | NQ                                 | NQ                       | NQ                           | NQ                           | NQ       | [ 373 ] [ 374 ] [ 375 ] |
| Roberto Bautista-Agut David Ferrer | gra podwójna   | n\a                      | Rosol Štěpánek W 6:1, 6:4 | Kubot Matkowski W 6:3, 7:65        | Johnson Sock P 4:6, 2:6  | NQ                           | NQ                           | NQ       | [ 8 ] [ 9 ] [ 10 ]      |
| Marc López Rafael Nadal            | gra podwójna   | n\a                      | Haase Rojer W 6:4, 6:4    | del Potro González W 6:3, 5:7, 6:2 | Marach Peya W 6:3, 6:1   | Nestor Pospisil W 7:61, 7:64 | Mergea Tecău W 6:2, 3:6, 6:4 | 1.       | [ 8 ] [ 9 ] [ 10 ]      |

Kobiety
| Zawodniczka                                    | Konkurencja    | 1/32                     | 1/16                               | 1/8                           | Ćwierćfinał                        | Półfinał                     | Finał/BM            | Finał/BM | Źródło                  |
| Zawodniczka                                    | Konkurencja    | Przeciwniczka Wynik      | Przeciwniczka Wynik                | Przeciwniczka Wynik           | Przeciwniczka Wynik                | Przeciwniczka Wynik          | Przeciwniczka Wynik | Pozycja  | Źródło                  |
| ---------------------------------------------- | -------------- | ------------------------ | ---------------------------------- | ----------------------------- | ---------------------------------- | ---------------------------- | ------------------- | -------- | ----------------------- |
| Garbiñe Muguruza                               | gra pojedyncza | Mitu W 6:2, 6:2          | Hibino W 6:1, 6:1                  | Puig P 1:6, 1:6               | NQ                                 | NQ                           | NQ                  | NQ       | [ 376 ] [ 377 ] [ 378 ] |
| Carla Suárez Navarro                           | gra pojedyncza | Ivanović W 2:6, 6:1, 6:2 | Konjuh W 7:65, 6:3                 | Keys P 3:6, 6:3, 3:6          | NQ                                 | NQ                           | NQ                  | NQ       | [ 376 ] [ 377 ] [ 378 ] |
| Anabel Medina Garrigues Arantxa Parra Santonja | gra podwójna   | n\a                      | Mattek-Sands Vandeweghe P 1:6, 1:6 | NQ                            | NQ                                 | NQ                           | NQ                  | NQ       | [ 379 ] [ 380 ] [ 381 ] |
| Garbiñe Muguruza Carla Suárez Navarro          | gra podwójna   | gra podwójna             | n\a                                | Gonçalves Pereira W 7:61, 6:2 | Flipkens Wickmayer W 7:5, 2:6, 6:2 | Makarowa Wiesnina p 3:6, 4:6 | NQ                  | NQ       | [ 379 ] [ 380 ] [ 381 ] |

Mikst
| Zawodnicy                         | Konkurencja | 1/8                      | Ćwierćfinał      | Półfinał         | Finał/BM         | Finał/BM | Źródło                  |
| Zawodnicy                         | Konkurencja | Przeciwnik Wynik         | Przeciwnik Wynik | Przeciwnik Wynik | Przeciwnik Wynik | Pozycja  | Źródło                  |
| --------------------------------- | ----------- | ------------------------ | ---------------- | ---------------- | ---------------- | -------- | ----------------------- |
| Garbiñe Muguruza Rafael Nadal     | mikst       | Hradecká Štěpánek P w/o  | NQ               | NQ               | NQ               | NQ       | [ 382 ] [ 383 ] [ 384 ] |
| Carla Suárez Navarro David Ferrer | mikst       | Watson Murray P 3:6, 3:6 | NQ               | NQ               | NQ               | NQ       | [ 382 ] [ 383 ] [ 384 ] |

### Triathlon
| Zawodnicy         | Konkurencja | Pływanie (1,5 km) | Zmiana 1 | Jazda na rowerze (40 km) | Zmiana 2   | Bieg (10 km) | Czas       | Pozycja    | Źródło          |
| ----------------- | ----------- | ----------------- | -------- | ------------------------ | ---------- | ------------ | ---------- | ---------- | --------------- |
| Fernando Alarza   | mężczyźni   | 18:05             | 0,51     | 56:23                    | 0,38       | 32:11        | 1:48:08    | 18.        | [ 385 ] [ 386 ] |
| Vicente Hernández | mężczyźni   | 18:10             | 0,50     | 55:41                    | 0,35       | 33:34        | 1:48:50    | 27.        | [ 385 ] [ 386 ] |
| Mario Mola        | mężczyźni   | 17:37             | 0,46     | 56:18                    | 0,33       | 31:12        | 1:46:26    | 8.         | [ 385 ] [ 386 ] |
| Miriam Casillas   | kobiety     | 20:04             | 0,51     | 1:06:30                  | 0,43       | 37:51        | 2:05:32    | 43.        | [ 387 ] [ 388 ] |
| Ainhoa Murúa      | kobiety     | 19:19             | 0,56     | 1:04:29                  | 1,30       | DNF          | DNF        | DNF        | [ 387 ] [ 388 ] |
| Carolina Routier  | kobiety     | 19:01             | 0,56     | Zdublowana               | Zdublowana | Zdublowana   | Zdublowana | Zdublowana | [ 387 ] [ 388 ] |

### Wioślarstwo
Mężczyźni
| Zawodnik                                     | Konkurencja         | Eliminacje | Eliminacje | Repasaże | Repasaże | Półfinał | Półfinał | Finał | Finał   | Pozycja | Źródło                  |
| Zawodnik                                     | Konkurencja         | Czas       | Miejsce    | Czas     | Miejsce  | Czas     | Miejsce  | Czas  | Miejsce | Pozycja | Źródło                  |
| -------------------------------------------- | ------------------- | ---------- | ---------- | -------- | -------- | -------- | -------- | ----- | ------- | ------- | ----------------------- |
| Alexander Sigurbjörnsson Bene Pau Vela Maggi | dwójka bez sternika | 6:54,26    | 5. R       | 6:40,47  | 4. SA/B  | NQ       | NQ       | NQ    | NQ      | NQ      | [ 389 ] [ 390 ] [ 391 ] |

Kobiety
| Zawodniczka         | Konkurencja         | Eliminacje | Eliminacje | Repasaże | Repasaże | Półfinał | Półfinał | Finał   | Finał   | Pozycja | Źródło                  |
| Zawodniczka         | Konkurencja         | Czas       | Miejsce    | Czas     | Miejsce  | Czas     | Miejsce  | Czas    | Miejsce | Pozycja | Źródło                  |
| ------------------- | ------------------- | ---------- | ---------- | -------- | -------- | -------- | -------- | ------- | ------- | ------- | ----------------------- |
| Anna Boada Aina Cid | dwójka bez sternika | 7:12,00    | 2. SA/B    | BYE      | BYE      | 7:30,79  | 3. FA    | 7:35,22 | 6.      | 6.      | [ 392 ] [ 393 ] [ 394 ] |

### Zapasy
Mężczyźni
Styl wolny
| Zawodnik       | Konkurencja | Eliminacje       | 1/8              | Ćwierćfinał      | Półfinał         | Repasaż 1        | Repasaż 2        | Finał            | Finał   | Źródło                  |
| Zawodnik       | Konkurencja | Przeciwnik Wynik | Przeciwnik Wynik | Przeciwnik Wynik | Przeciwnik Wynik | Przeciwnik Wynik | Przeciwnik Wynik | Przeciwnik Wynik | Miejsce | Źródło                  |
| -------------- | ----------- | ---------------- | ---------------- | ---------------- | ---------------- | ---------------- | ---------------- | ---------------- | ------- | ----------------------- |
| Taimuraz Friev | - 74 kg     | López P 1-3      | NQ               | NQ               | NQ               | NQ               | NQ               | NQ               | 13.     | [ 395 ] [ 396 ] [ 397 ] |

### Żeglarstwo
Mężczyźni
| Zawodnik               | Konkurencja | Wyścig | Wyścig | Wyścig | Wyścig | Wyścig | Wyścig | Wyścig | Wyścig | Wyścig | Wyścig | Wyścig | Wyścig | Wyścig | Punkty | Finałowa pozycja | Źródło                  |
| Zawodnik               | Konkurencja | 1      | 2      | 3      | 4      | 5      | 6      | 7      | 8      | 9      | 10     | 11     | 12     | M      | Punkty | Finałowa pozycja | Źródło                  |
| ---------------------- | ----------- | ------ | ------ | ------ | ------ | ------ | ------ | ------ | ------ | ------ | ------ | ------ | ------ | ------ | ------ | ---------------- | ----------------------- |
| Ivan Pastor Lafuente   | RS:X        | 17     | 19     | 10     | 7      | 7      | 37     | 11     | 32     | 16     | 9      | 2      | 3      | 2      | 127    | 9.               | [ 398 ] [ 399 ] [ 400 ] |
| Joaquin Blanco Albalat | Laser       | 28     | 47     | 24     | 41     | 26     | 29     | 26     | 47     | 30     | 35     | n\a    | n\a    | NQ     | 286    | 36.              | [ 398 ] [ 401 ] [ 402 ] |
| Jordi Xammar Joan Herp | 470         | 4      | 14     | 16     | 10     | 9      | 22     | 7      | 16     | 12     | 9      | —      | —      | NQ     | 97     | 12.              | [ 398 ] [ 403 ] [ 404 ] |
| Diego Botín Iago López | 49er        | 16     | 5      | 3      | 13     | 6      | 10     | 13     | 15     | 18     | 12     | 2      | 13     | 6      | 120    | 9.               | [ 398 ] [ 405 ] [ 406 ] |

Kobiety
| Zawodniczka                      | Konkurencja  | Wyścig | Wyścig | Wyścig | Wyścig | Wyścig | Wyścig | Wyścig | Wyścig | Wyścig | Wyścig | Wyścig | Wyścig | Wyścig | Punkty | Finałowa pozycja | Źródło                  |
| Zawodniczka                      | Konkurencja  | 1      | 2      | 3      | 4      | 5      | 6      | 7      | 8      | 9      | 10     | 11     | 12     | M      | Punkty | Finałowa pozycja | Źródło                  |
| -------------------------------- | ------------ | ------ | ------ | ------ | ------ | ------ | ------ | ------ | ------ | ------ | ------ | ------ | ------ | ------ | ------ | ---------------- | ----------------------- |
| Marina Alabu Neira               | RS:X         | 8      | 7      | 2      | 7      | 6      | 8      | 7      | 2      | 1      | 27     | 9      | 3      | 5      | 71     | 5.               | [ 398 ] [ 407 ] [ 408 ] |
| Alicia Cebrian Martinez de Lagos | Laser Radial | 27     | 9      | 24     | 12     | 13     | 8      | 28     | 4      | 21     | 12     | n\a    | n\a    | NQ     | 130    | 17.              | [ 398 ] [ 409 ] [ 410 ] |
| Bàrbara Cornudella Sara López    | 470          | 14     | 13     | 7      | 11     | 13     | 11     | 13     | 19     | 11     | 10     | n\a    | n\a    | NQ     | 103    | 12.              | [ 398 ] [ 411 ] [ 412 ] |
| Támara Echegoyen Berta Betanzos  | 49erFX       | 4      | 13     | 3      | 1      | 11     | 5      | 4      | 1      | 1      | 5      | 10     | 1      | 7      | 60     | 4.               | [ 398 ] [ 413 ] [ 414 ] |

Mieszane
| Zawodnicy                       | Konkurencja | Wyścig | Wyścig | Wyścig | Wyścig | Wyścig | Wyścig | Wyścig | Wyścig | Wyścig | Wyścig | Wyścig | Wyścig | Wyścig | Punkty | Finałowa pozycja | Źródło                  |
| Zawodnicy                       | Konkurencja | 1      | 2      | 3      | 4      | 5      | 6      | 7      | 8      | 9      | 10     | 11     | 12     | M      | Punkty | Finałowa pozycja | Źródło                  |
| ------------------------------- | ----------- | ------ | ------ | ------ | ------ | ------ | ------ | ------ | ------ | ------ | ------ | ------ | ------ | ------ | ------ | ---------------- | ----------------------- |
| Fernando Echávarri Tara Pacheco | Nacra 17    | 16     | 21     | 5      | 16     | 15     | 10     | 11     | 5      | 3      | 4      | 10     | 6      | NQ     | 101    | 11.              | [ 398 ] [ 415 ] [ 416 ] |